# Historia de Maharashtra
Maharashtra es uno de los estados de la India —el segundo más poblado y el tercero por superficie—, localizado en la región occidental del subcontinente indio. La región que lo compone tiene una larga historia que se remonta aproximadamente al 1300-700 a. C., aunque el estado actual no se estableció hasta 1960 d. C..
Antes de la independencia de la India en 1947, el territorio del actual estado de Maharashtra fue gobernado, en orden cronológico, por los Asmaka, el Imperio maurya (c. 322-185 a. C.), el reino Vidarbha, el Imperio satavájana (siglo III a. C.-siglo III d. C.), Sátrapas occidentales (35-405), la dinastía Vakataka (c. 250-510), Kadambas (345-540), el Imperio chalukya (543-753), el Imperio Rashtrakuta (753-982), el Imperio chalukya de Occidente (957-1184), la dinastía Seuna yadava (c. 1187-1317), Shilahara, el sultanato bahmaní (1347-1518), los sultanatos del Decán, el Imperio mogol (1526-1674), el Imperio maratha (1674-1818) y el Raj británico (1773-1858). Ruinas, monumentos, tumbas, fuertes y lugares de culto dejados por estos gobernantes se encuentran dispersos por todo el estado. Las cuevas de Ajanta, budistas, en el presente distrito de Aurangabad muestran la influencia de los estilos Satavájana y Vakataka. Las cuevas posiblemente fueron excavadas durante ese período.
Maharashtra fue gobernado por el Imperio maurya en los siglos IV y III a. C. y alrededor de 230 a. C., cayó bajo el dominio de la dinastía Satavájana durante 400 años, siendo el gobernante satavájana más destacado Gautamiputra Satakarni. En 90 a. C., Vedishri, hijo de otro rey satavájana Satakarni, el «señor de Dakshinapatha, portador de la incontrolada rueda de la Soberanía», hizo de Junnar, unos 50 km al norte de Pune, la capital de su reino.
La dinastía de los chalukyas gobernó desde el siglo VI al VIII, siendo sus dos gobernantes principales Pulakeshin II (r. c. 610-c. 642), quien derrotó al emperador indio del norte Harsha, y Vikramaditya II (r. 733-744), quien derrotó a los invasores árabes en el siglo VIII. La dinastía Rashtrakuta gobernó Maharashtra desde el siglo VIII hasta el siglo X. El viajero árabe Sulaiman describió a Amoghavarsha, gobernante rashtrakuta, como «uno de los cuatro grandes reyes del mundo» La dinastía Shilahara comenzó como vasalla de la dinastía Rashtrakuta que gobernaba la meseta del Decán entre los siglos VIII al X. Desde principios del siglo XI hasta el siglo XII, la meseta del Decán, que incluye una parte importante de Maharashtra, estuvo dominada primero por el Imperio de los chalukya occidentales y luego por la dinastía Chola. Libraron varias batallas en la meseta del Decán durante los reinados de Rajaraja I (r. 985-1014), Rajendra I (r. 1014-1044), Jayasimha II (r. 1015-1043), Someshvara I (r. 1042-1068) y Vikramaditya VI (r. 1076-1126).
A principios del siglo XIV, la dinastía Yadava, que gobernaba la mayor parte del actual Maharashtra, fue derrocada por el sultanato de Delhi gobernado por Ala-ud-din Khalji (r. 1296-1316). Más tarde, Muhammad bin Tughluq (r. 1325-1351) conquistó partes del Decán y temporalmente trasladó su capital desde Delhi a Daulatabad, en Maharashtra. Después del colapso de los tughluq en 1347, el sultanato bahmaní de Gulbarga se hizo cargo, gobernando la región durante los siguientes 150 años. Después de la ruptura del sultanato bahmaní en 1518, Maharashtra se dividió entre varios gobernantes que lideraron unas entidades que ahora se conocen como los cinco sultanatos del Decán: Nizam Shah de Ahmednagar, Berar, Bidarshah de Bidar, Adilshah de Bijapur y Qutubshah de Golconda. Estos sultanes a menudo lucharon entre sí, aunque unidos, derrotaron decisivamente al Imperio vijayanagara del sur en 1565. La actual zona de Mumbai fue gobernada por el sultanato de Gujarat antes de su captura por el reino de Portugal en 1535 y la dinastía Faruqi gobernó la región de Khandesh entre 1382 y 1601, antes de que finalmente fuera anexionada por el imperio mogol. Malik Ambar, regente de la dinastía Nizamshahi de Ahmednagar de 1607 a 1626, aumentó la fuerza y el poder de Murtaza Nizam Shah y reclutó un gran ejército. Se dice que Malik Ambar fue un defensor de la guerra de guerrillas en la región del Decán. Malik Ambar asistió al emperador mogol Shah Jahan en Delhi contra su madrastra, Nur Jahan, quien tenía ambiciones de sentar a su yerno en el trono.
A principios del siglo XVII, Shahaji Bhosale, un ambicioso general local que había servido a lo largo de su vida ´tanto a Ahmadnagar Nizamshahi, como a los mogoles y a Adil Shah de Bijapur, intentó establecer su gobierno independiente. Su hijo Shivaji Maharaj  (r. 1674-1680) logró establecer el Imperio maratha, que se expandió durante el siglo XVIII por la familia Bhat de los peshwas, afincada en Bhonsle, Bhonsle de Nagpur, Gaekwad de Baroda, Holkar de Indore, Scindia de Gwalior. En su apogeo, el imperio gobernaba gran parte del subcontinente, un territorio de más de 2 800 000 km². Los marathas son acreditados en gran medida por terminar con el gobierno mogol en India. Los marathas derrotaron a los mogoles y conquistaron grandes territorios en las partes norte y central del subcontinente indio. Después de su derrota a manos de las fuerzas afganas de Ahmad Shah Abdali en la tercera batalla de Panipat en 1761, los marathas sufrieron un revés. Sin embargo, pronto recuperaron la influencia perdida y gobernaron el centro y el norte de la India, incluida Nueva Delhi, hasta finales del siglo XVIII. La tercera guerra anglo-maratha (1817-1818) llevó al final del Imperio maratha y la Compañía de las Indias Orientales pasó a gobernar el país en 1819.
Los marathas también desarrollaron una potente armada alrededor de la década de 1660 que, en su apogeo, dominó las aguas territoriales de la costa occidental de la India, desde Mumbai hasta Savantwadi. Se dedicaría a atacar a los barcos británicos, portugueses, neerlandeses y siddi  y mantuvo bajo control sus ambiciones navales. La Armada maratha dominó hasta alrededor de la década de 1730, ya estaba en un estado de declive en la década de 1770 y dejó de existir en 1818.
Los británicos gobernaron el oeste de Maharashtra como parte de la Presidencia de Bombay, que comprendía un área desde Karachi, en Pakistán, hasta el norte del Decán. Varios estados de los marathas continuaron como estados principescos, conservando la autonomía a cambio de reconocer la suzeranía británica. Entre ellos, el antiguo estado de Hyderabad (1724-1956) era el más extenso y se extendía por muchos de los estados indios modernos. Otros estados agrupados bajo la Agencia de los Estados del Decán fueron Kolhapur, Miraj,  Nagpur, Satara, Sangli, Aundh, Bhor y Sawantwadi. Satara fue anexionada a la Presidencia de Bombay en 1848, y Nagpur fue incorporada en 1853 para convertirse en la provincia de Nagpur, más tarde parte de las Provincias Centrales. La provincia de Berar, que había sido parte del reino de Nizam de Hyderabad, fue ocupada por los británicos en 1853 y anexionada a las Provincias Centrales en 1903.
El período de gobierno británico estuvo marcado por las reformas sociales y por una mejora de las infraestructuras, así como por las revueltas debido a sus políticas discriminatorias. A comienzos del siglo XX, tomó forma la lucha por la independencia, liderada por el nacionalista radical Bal Gangadhar Tilak y otros reformadores sociales moderados nacidos todos en Maharashtra, como el juez Mahadev Govind Ranade, Gopal Krishna Gokhale, Pherozeshah Mehta y Chhatrapati Shahu Maharaj, Dadabhai Naoroji, Dr. B. R. Ambedkar y Jyotirao Phule. Después de la autonomía parcial otorgada a los estados por la Ley del Gobierno de la India de 1935, B. G. Kher se convirtió en el primer ministro principal (1937-1939, 1946-1947) del Partido del Congreso liderando el gobierno trilingüe de la provincia de Bombay. El ultimátum a los británicos durante el movimiento Quit India fue dado en Mumbai, y culminó en la transferencia de poder e independencia en 1947. B. G. Kher fue luego el premier del nuevo estado de Bombay (1947-1952).
Después de la independencia de la India, los estados del Decán, incluido Kolhapur, se integraron en el estado de Bombay, que se creó a partir de la antigua provincia de Bombay en 1947. En 1956, el Acta de Reorganización de los Estados Indios (States Reorganisation Act) reorganizó los estados de la India siguiendo criterios lingüísticos, y la Presidencia de Bombay fue ampliada con la incorporación de las regiones predominantemente de habla marati de Marathwada (División de Aurangabad) desde el estado de Hyderabad y la región de Vidarbha desde las provincias centrales y Berar. La parte sur del estado de Bombay fue cedida a Mysore. De 1954 a 1955, los habitantes de Maharashtra protestaron enérgicamente contra el estado bilingüe de Bombay y se formó Samyukta Maharashtra Samiti. Se inició el Movimiento Mahagujarat, buscando un estado separado de Guyarat. Keshavrao Jedhe, S.M. Joshi, Shripad Amrit Dange, Pralhad Keshav Atre y Gopalrao Khedkar lucharon por conseguir un estado separado de Maharashtra con Mumbai como su capital bajo la bandera del Movimiento Samyukta Maharashtra. El 1 de mayo de 1960, después de unas protestas masivas y de 105 muertes, se formó el estado de habla marati al dividir el anterior estado de Bombay en los nuevos estados de Maharashtra y Guyarat. El estado continúa teniendo una disputa con Karnataka con respecto a las regiones de Belgaum y Karwar.
Desde el s. IV a. C. hasta el año 875, el prácrito maharashtri y sus dialectos fueron las lenguas dominantes de la región. El marati, derivado del prácrito de Maharashtri, ha sido el idioma común desde el siglo IX. Las inscripciones en piedra más antiguas en marati datan de alrededor del año 975 d. C. y pueden verse al pie de la estatua de Bahubali en el templo jainista de Shravanabelgola, en el actual Estado de Karnataka.

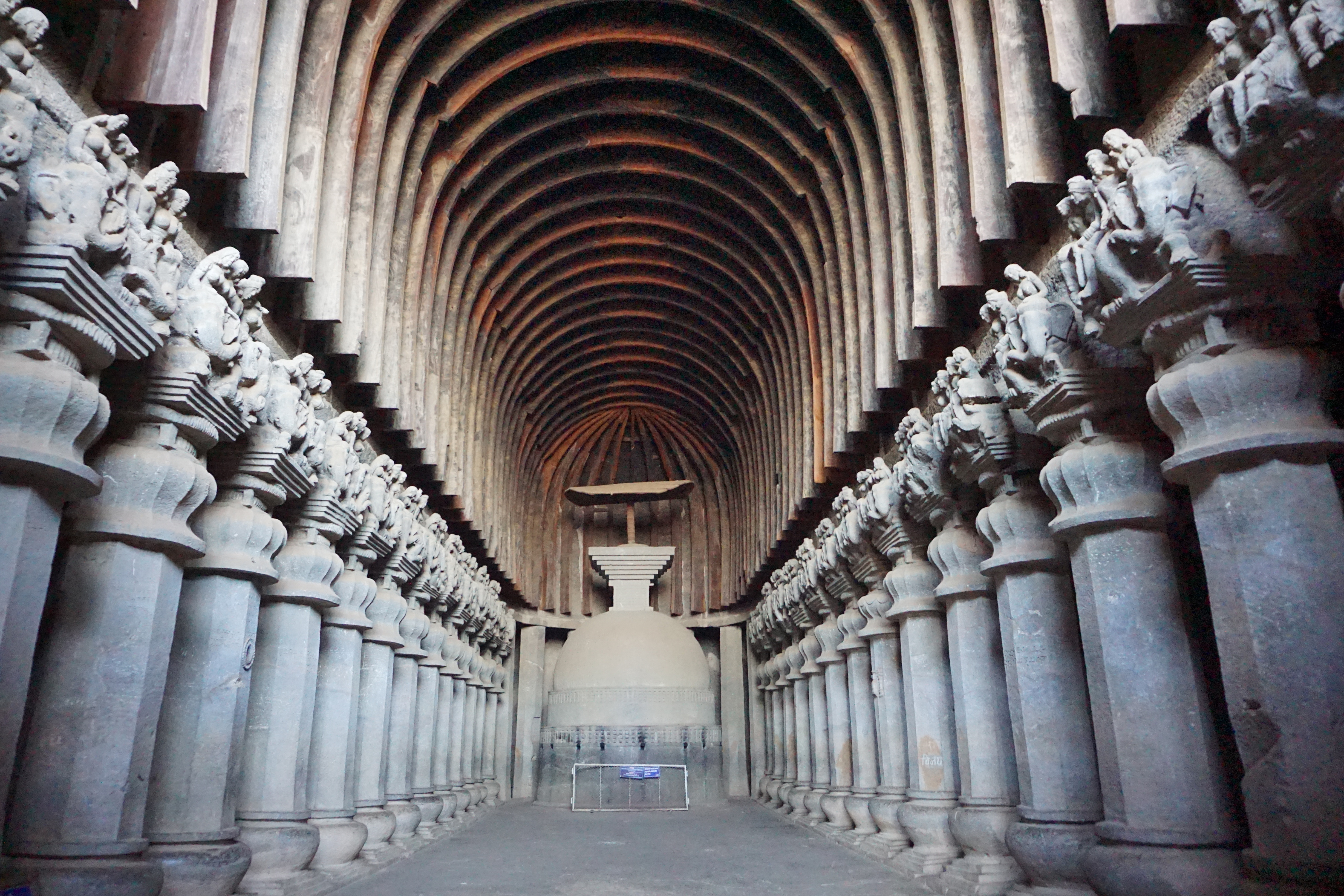
El gran chaitya en las cuevas budistas de Karla, cerca de Lonavala (c. 120 a. C.)
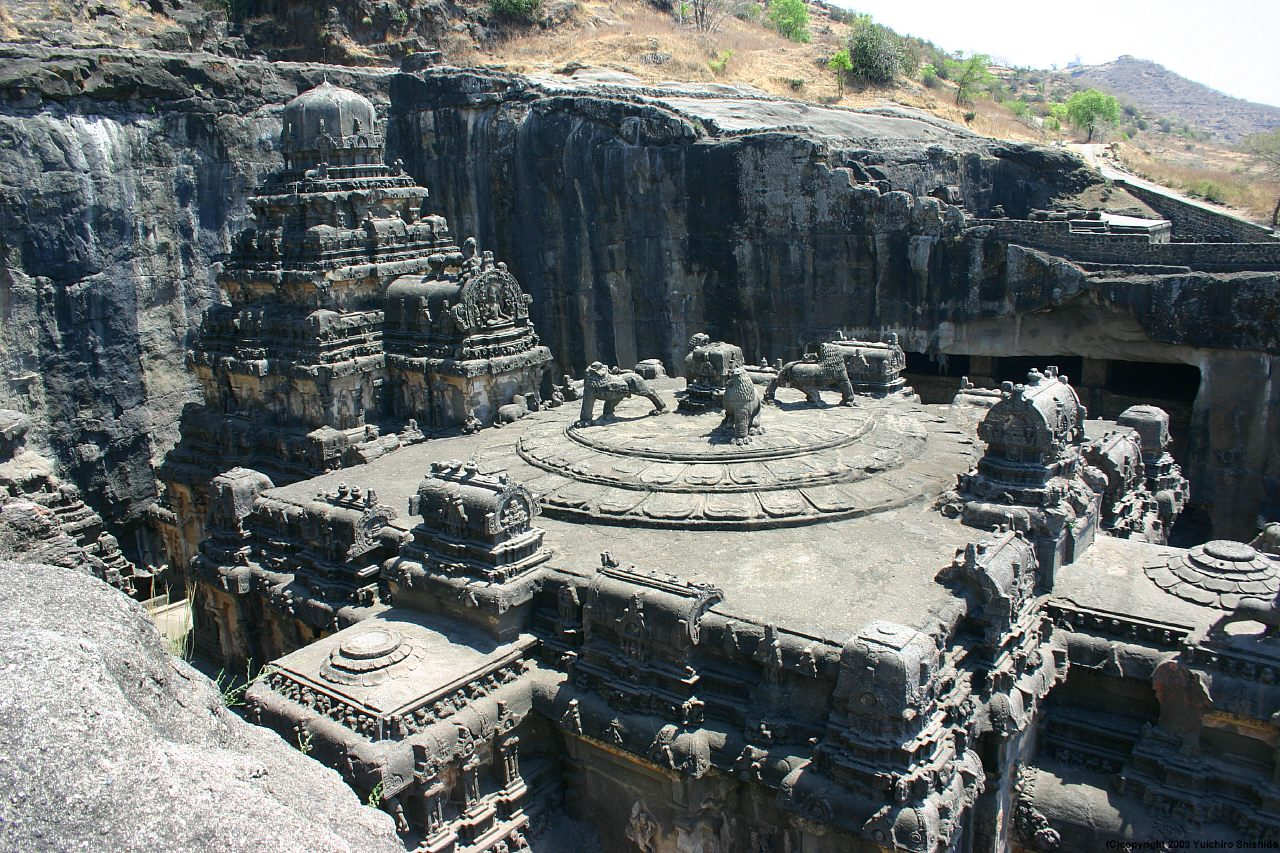
El rey rashtrakuta Krishna I (r. 756-773) construyó el Templo de Kailāsanātha, notablemente labrado en una sola roca[31], en las cuevas de Ellora, declaradas en 1983 Patrimonio de la Humanidad por la UNESCO
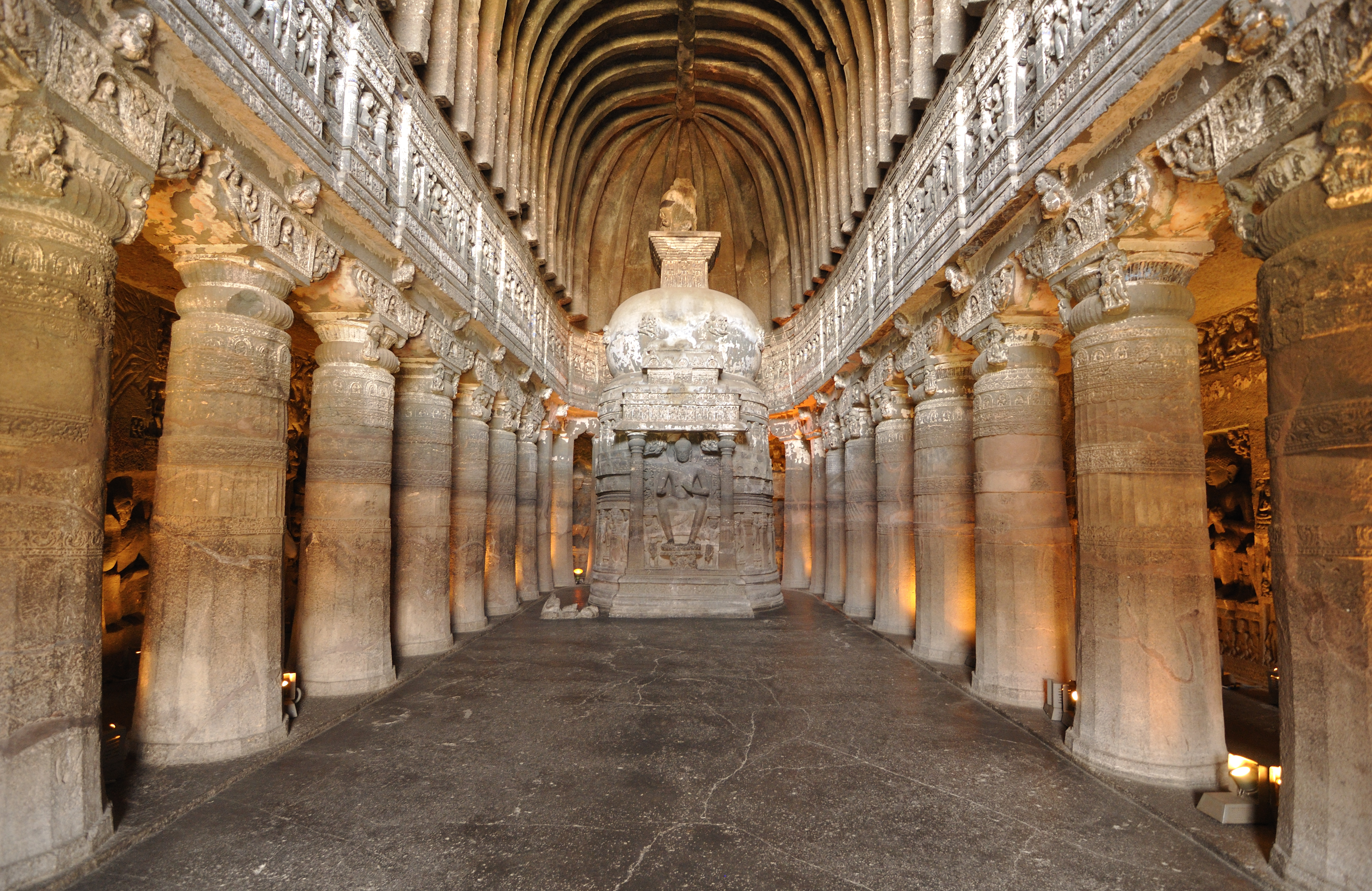
Las cuevas de Ajanta, unos 30 monumentos budistas excavados en cuevas, construidos bajo los vakatakass.
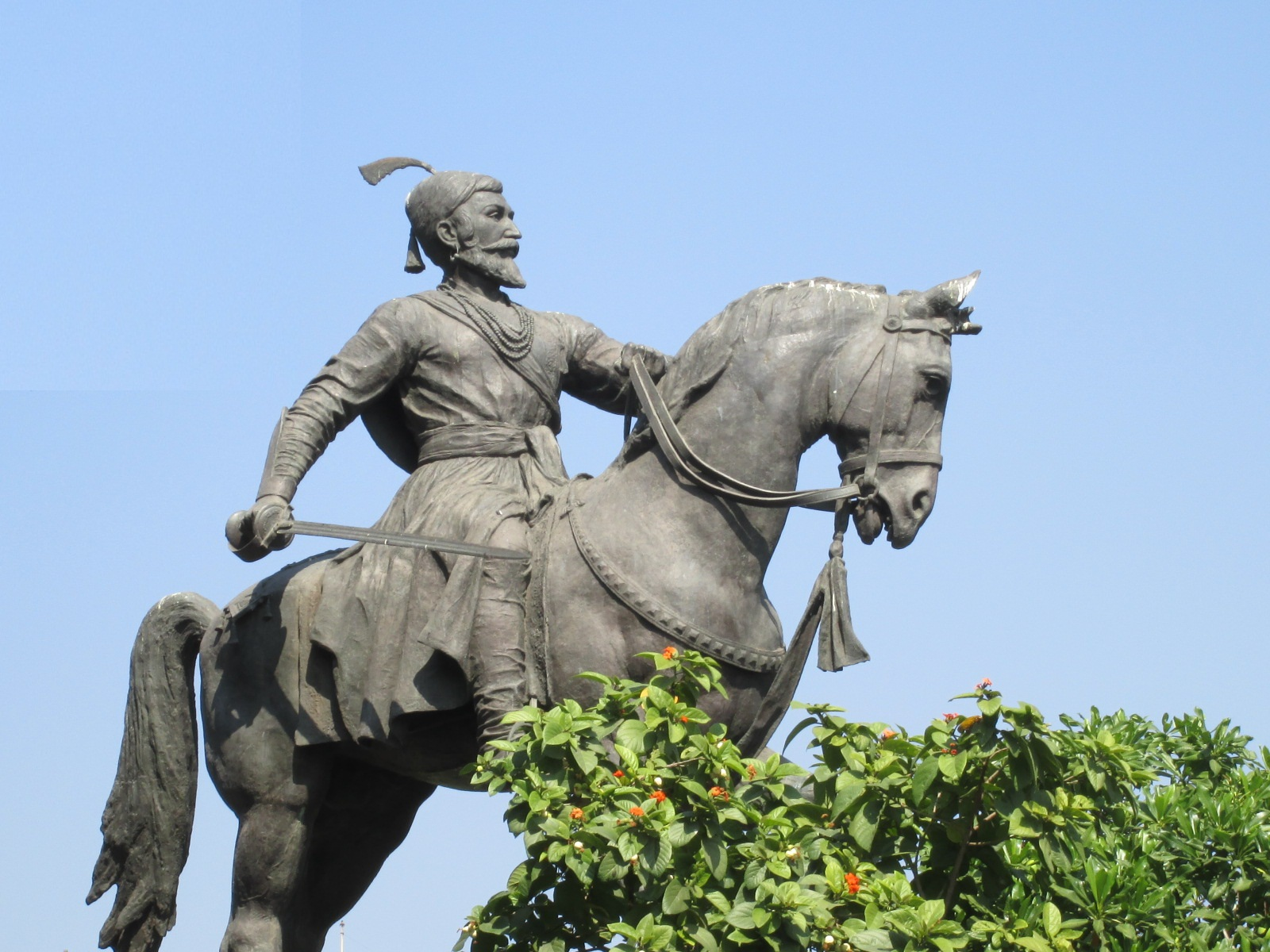
Estatua de Shivaji (r. 1674-1680) frente a la Puerta de la India (Bombay),  considerado un héroe nacional y quizás la figura más importante en la historia de Maharashtra

## Historia temprana

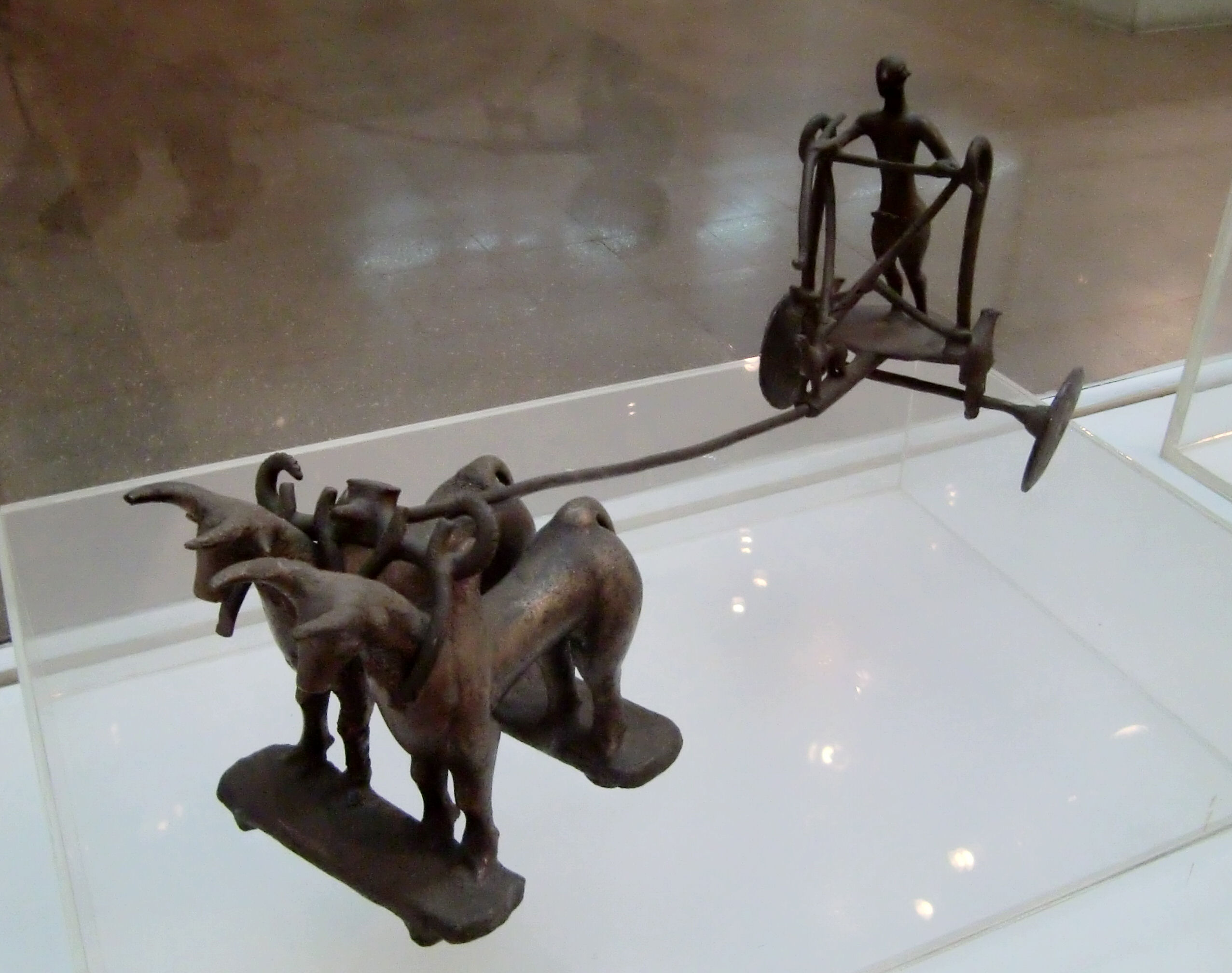
Figura de Harappa tardía del tesoro de DaimabadLate Harappa figure from the Daimabad hoard; civilización del valle del Indo

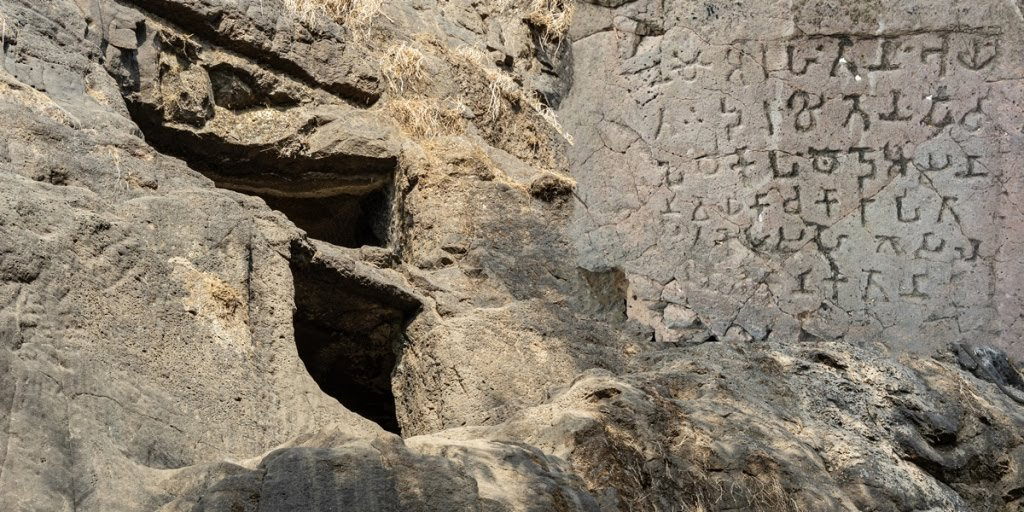
Inscripción en la cueva de Lohagadwadi en escritura Brahmi de lengua prácrito, que comienza con Namo Arihantanam, lo que indicaría la presencia de un asentamiento jainista

En todo el estado de Maharashtra se han descubierto yacimientos calcolíticos pertenecientes a la cultura Jorwe (aprox. 1300-700 a. C.) siendo el mayor el descubierto en Daimabad, un sitio del Harappa Tardío, que ya contaba con una fortificación de barro durante ese período, así como con un templo elíptico en el que han aparecido restos de fogatas. Algunos asentamientos muestran evidencia de planificación en la disposición de casas rectangulares y calles o alineaciones. En el período Harappa Tardío se produjo una gran migración de personas desde Gujarat hacia el norte de Maharashtra.
Maharashtra era históricamente el nombre de una región que comprendía Aparanta, Vidarbha, Mulak, Assaka (Asmaka), y Kuntala.[cita requerida] En la antigüedad, comunidades tribales del pueblo bhil habitaban esta zona, también conocida como Dandakaranya. Lingüistas y arqueólogos creen que es probable que Maharashtra estuviera habitado por hablantes dravídicos durante el período Rigvédico medio, como lo sugieren los nombres dravídicos de lugares en Maharashtra.
La región de Maharashtra posteriormente pasó a formar parte del Imperio Maurya, habiéndose encontrado edictos del emperador Ashoka en la región. El budismo floreció durante este período. El comercio en Maharashtra prosperó gracias al comercio internacional con los griegos y, posteriormente, con el Imperio romano. Los comerciantes eran los principales mecenas de los monasterios budistas. Los sátrapas occidentales indoescitas gobernaron parte de la región a principios del primer milenio.

## Reinos medios (200 a.C. -sigloXIIId.C.)
Durante los Reinos Medios, la región del actual estado de Maharashtra formó parte de numerosos estados, entre ellos el Imperio Maurya, la dinastía Satavahana, la dinastía Kadamba, la dinastía Vakataka, la dinastía chalukya y la  dinastía Rashtrakuta. La mayoría de estos imperios se extendían por grandes extensiones del territorio indio. Algunos de los monumentos más importantes de Maharashtra, como las cuevas de Ajanta y las cuevas de Ellora, se construyeron durante la época de estos imperios.

### Periodo clásico (c. 200 a.C. - c. 650 d.C.)
Maharashtra fue gobernado por el Imperio Maurya en los siglos IV y III a. C. Uno de los principales edictos rupestres del rey maurya Ashoka se encontraba en Sopara, cerca de la actual Bombay.
Alrededor del año 230 a. C., la región de Maharashtra fue conquistada por la dinastía Satavájana (siglo III a. C.-siglo III), que gobernó la zona durante los siguientes 400 años. Un gobernante destacado de los Satavájanas fue Gautamiputra Satakarni, quien derrotó a los invasores escitas. Esta dinastía utilizó principalmente el idioma prácrito en sus monedas y en las inscripciones de los muros de los monasterios budistas.
La siguiente dinastía Vakataka gobernó aproximadamente desde el año 250 hasta el 470 d. C..

### Dinastías chalukya y rashtrakuta

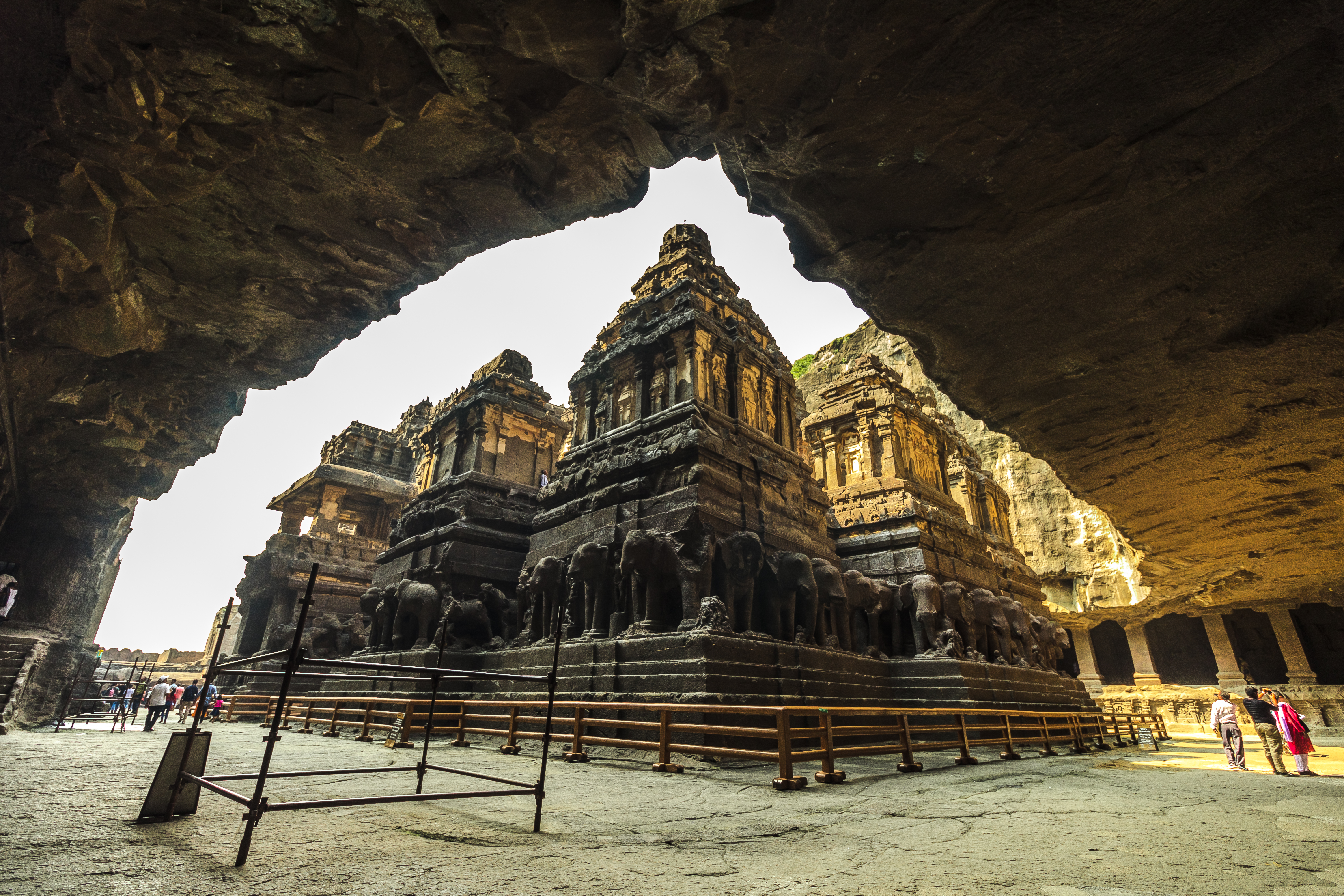
El templo de Kailāsanātha, uno de los 34 templos y monasterios en cuevas conocidos colectivamente como las cuevas de Ellora, fue construido durante el por el rey Rashtrakuta Krishna I.

Desde el siglo VI al VIII, la dinastía chalukya gobernó Maharashtra. Dos de los gobernantes más prominentes fueron Pulakeshin II, quien derrotó al emperador Harsha, del norte de la India, y Vikramaditya II, quien derrotó a los invasores árabes en el siglo VIII. El nombre «Maharashtra» aparece en una inscripción del siglo VII de Pulakeshin II en Aihole, que proclama la soberanía sobre los «tres Mahārāshtrakas con sus 99.000 aldeas».
Luego la dinastía Rashtrakuta gobernó Maharashtra desde el siglo VIII al XI. El viajero árabe Sulaiman llamó a Amoghavarsha, el gobernante de la dinastía Rashtrakuta, «uno de los cuatro grandes reyes del mundo». Las dinastías chalukya y rashtrakuta tenían sus capitales en la actual Karnataka y usaban el kannada y el sánscrito como lenguas cortesanas.
Entre los años 800 y 1200, partes del oeste de Maharashtra, incluida la región de Konkan, fueron gobernadas por diferentes casas Shilahara con sede en Konkan septentrional, Konkan meridional y Kolhapur. En diferentes períodos de su historia, los Shilaharas sirvieron como vasallos tanto de los rashtrakutas como de los chalukyas.[cita requerida]
Desde principios del XI hasta el XII, la meseta del Decán, que incluía gran parte del actual Maharashtra, estuvo dominada por el Imperio chalukya de Occidente y la dinastía Chola. Se libraron varias batallas sobre la meseta del Decán entre estos imperios durante los reinados de Rajaraja I (r. 985-1014), Rajendra I (r. 1014-1044), Jayasimha II (r. 1015-1043), Someshvara I (r. 1042-1068) y Vikramaditya VI (r. 1076-1126).

### Dinastía Seuna (yadava)

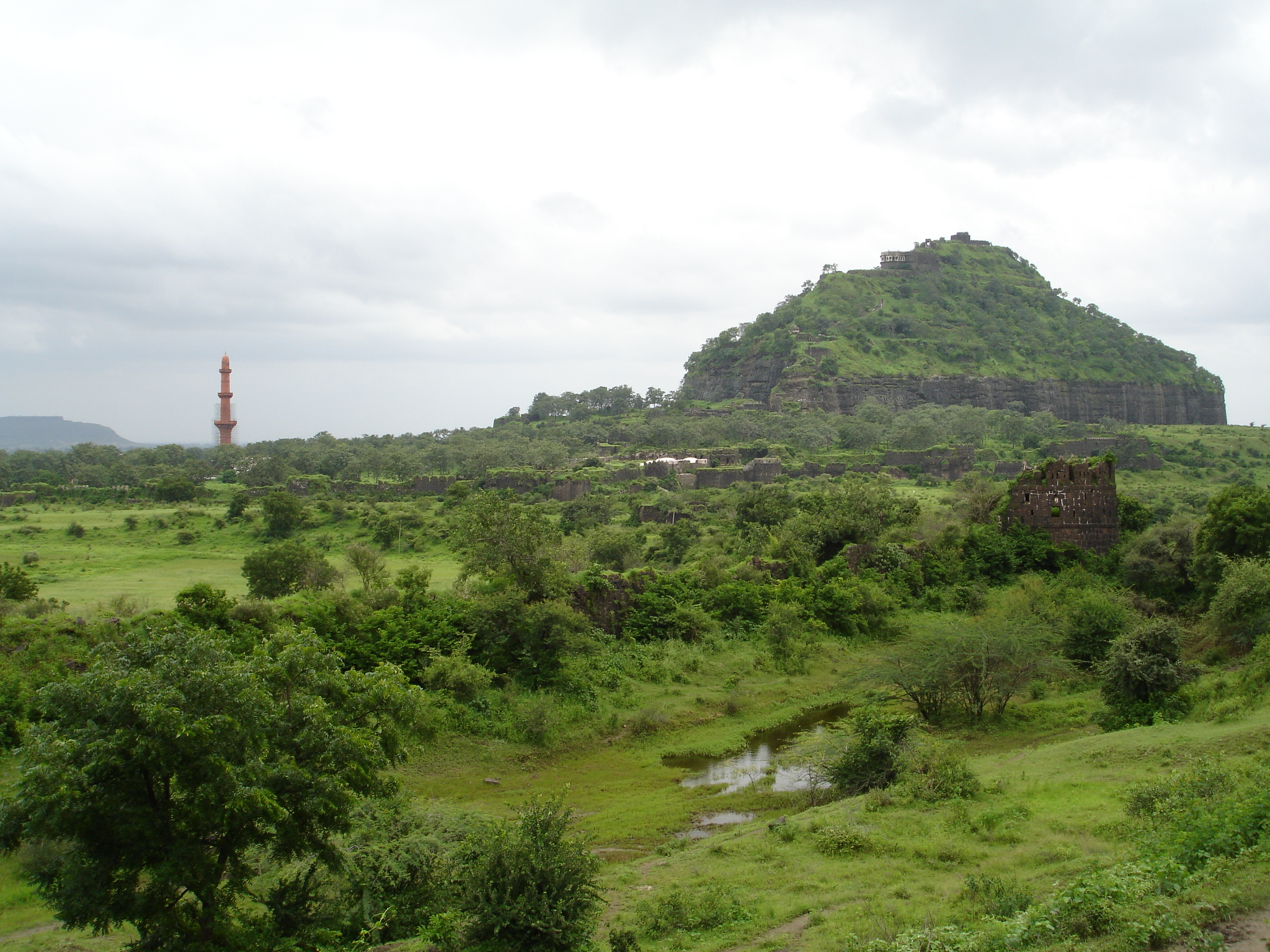
Ruinas del fuerte de Daulatabad, en la colina Devagiri, la capital del reino yadava de la dinastía Seuna

En su apogeo, la dinastía Seuna (yadava) (siglos XII-XIV) gobernó un reino que se extendía desde el río Tungabhadra hasta el río Narmada, incluyendo el actual Maharashtra, Karnataka del Norte y partes de Madhya Pradesh. Su capital estaba en Devagiri (actual Daulatabad en Maharashtra). Los yadavas gobernaron inicialmente como feudatarios de los chalukyas occidentales.
El primer gobernante históricamente atestiguado de la dinastía Seuna fue Dridhaprahara, hijo de Subahu, que reinó desde 860 a 880. No está claro dónde se encontraba su capital; algunos argumentan que era Shrinagara, mientras que una inscripción temprana sugiere que sería Chandradityapura (la moderna Chandwad en el distrito de Nasik). El nombre Seuna proviene del hijo de Dridhaprahara, Seunachandra, quien originalmente gobernó una región llamada Seunadesha (actual Khandesh). Bhillama II, un gobernante posterior de la dinastía, ayudó a Tailapa II en su guerra contra el rey paramara Vakpati Munja (r. 972-990s). Seunachandra II ayudó a Vikramaditya VI a obtener su trono.
A mediados del siglo XII, al decaer el poder de los chalukyas, los yadavas declararon su independencia. Su dominio alcanzó su apogeo con Singhana II. El sánscrito fue utilizado como lengua cortesana por los anteriores gobernantes yadavas, pero a partir del gobernante Simhana, el maratí se convirtió en la lengua oficial de la corte. Devagiri, la capital de los yadavas, se convirtió en un imán para los eruditos maratis, quienes exhibían sus habilidades y encontraban patrocinio. El origen y el desarrollo de la literatura maratí están directamente relacionados con el auge de la dinastía yadava.
Según eruditos como George M. Moraes, V. K. Rajwade, C. V. Vaidya, A.S. Altekar, D. R. Bhandarkar y J. Duncan M. Derrett, los gobernantes Seuna serían de ascendencia maratha.

Resumen cartográfico de las distintas entidades gobernantes en Maharashtra hasta el fin de la época medieval
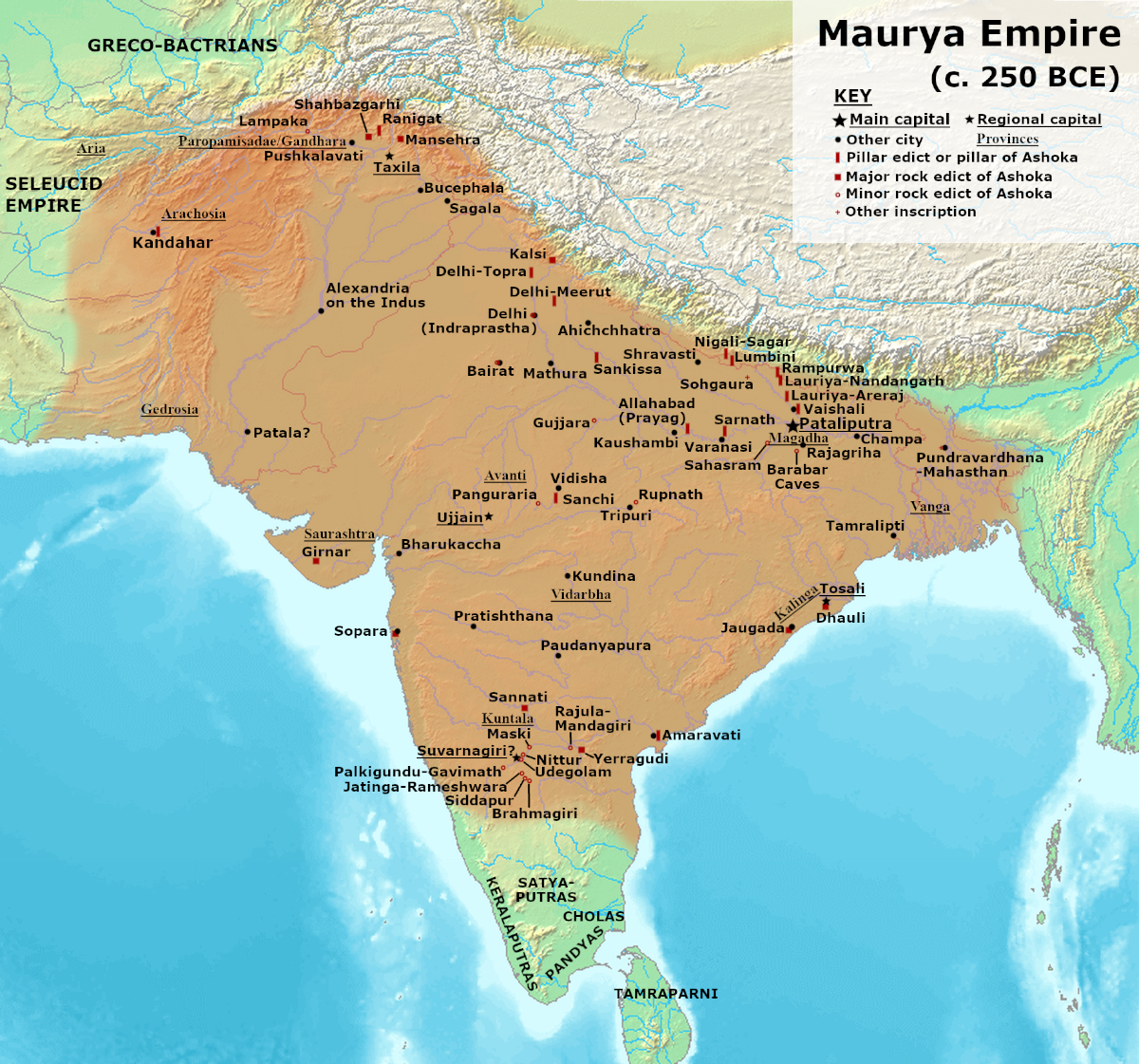
Imperio maurya (c. 322-185 a. C.)
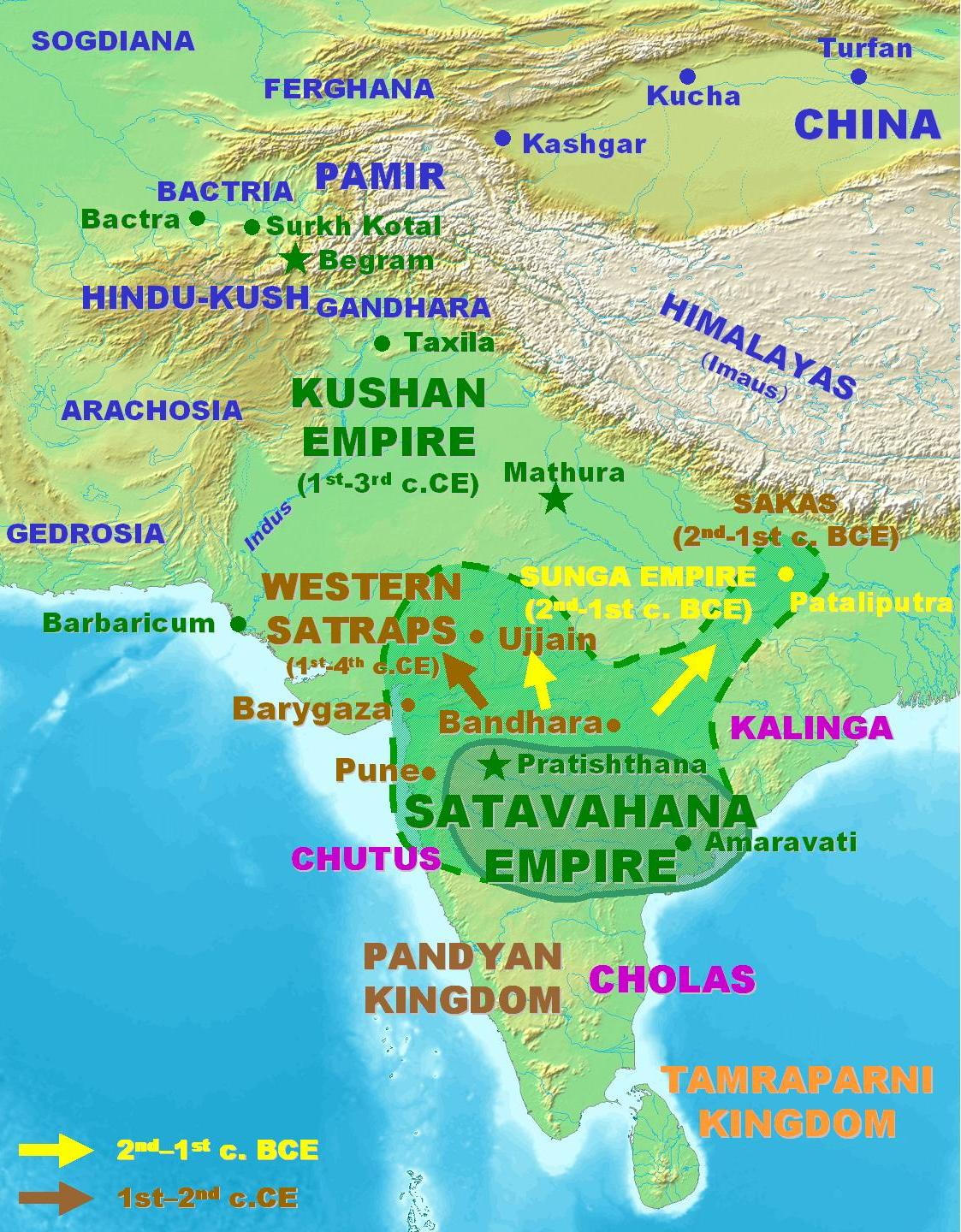
Imperio satavájana (siglo III a. C.-siglo III d. C.)
Imperio de los Rashtrakuta (c. 750-900)
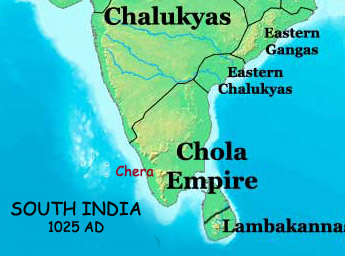
India meridional ca. 1025
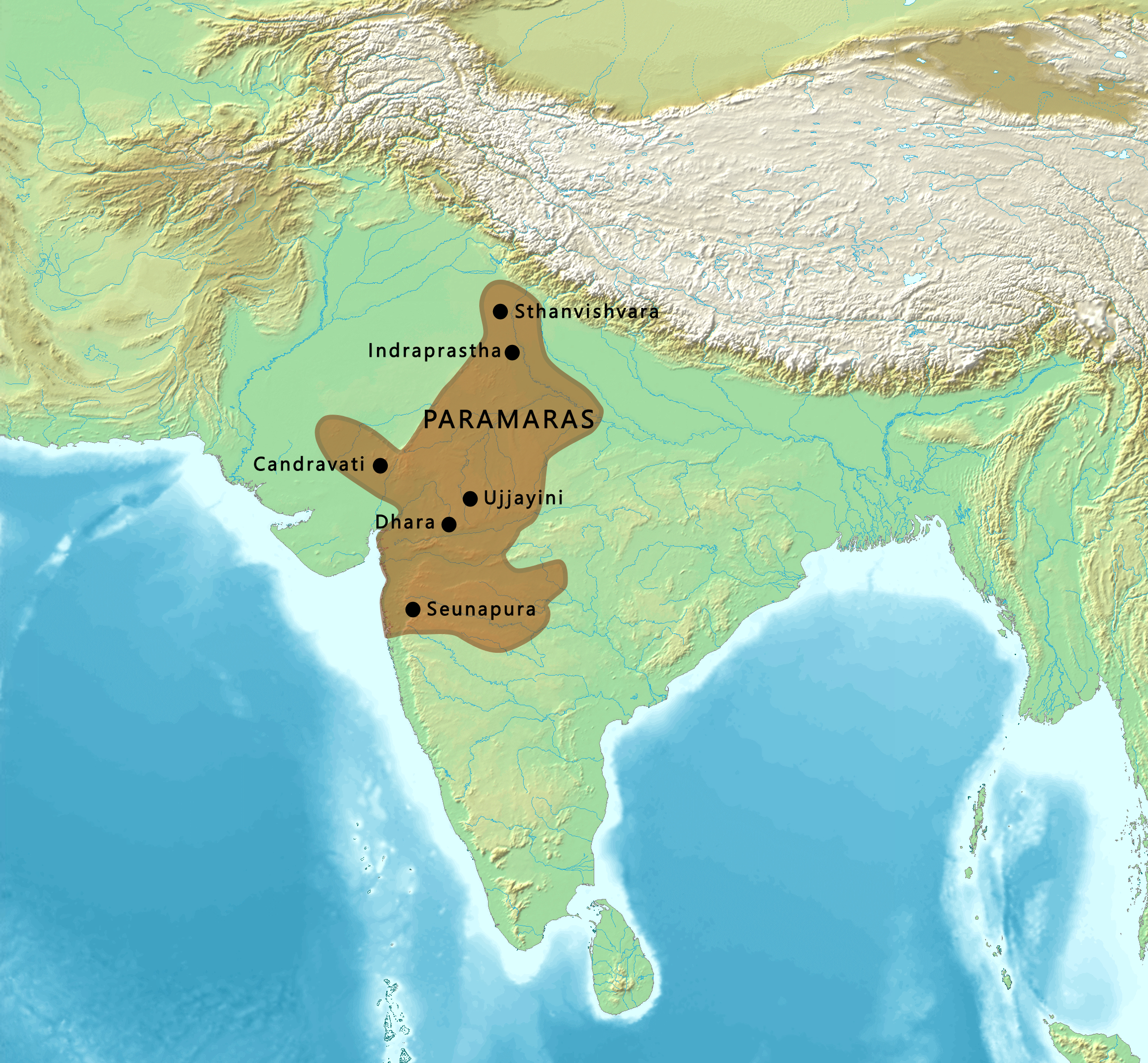
Imperio Paramara bajo el emperador Bhoja (c. 1055)
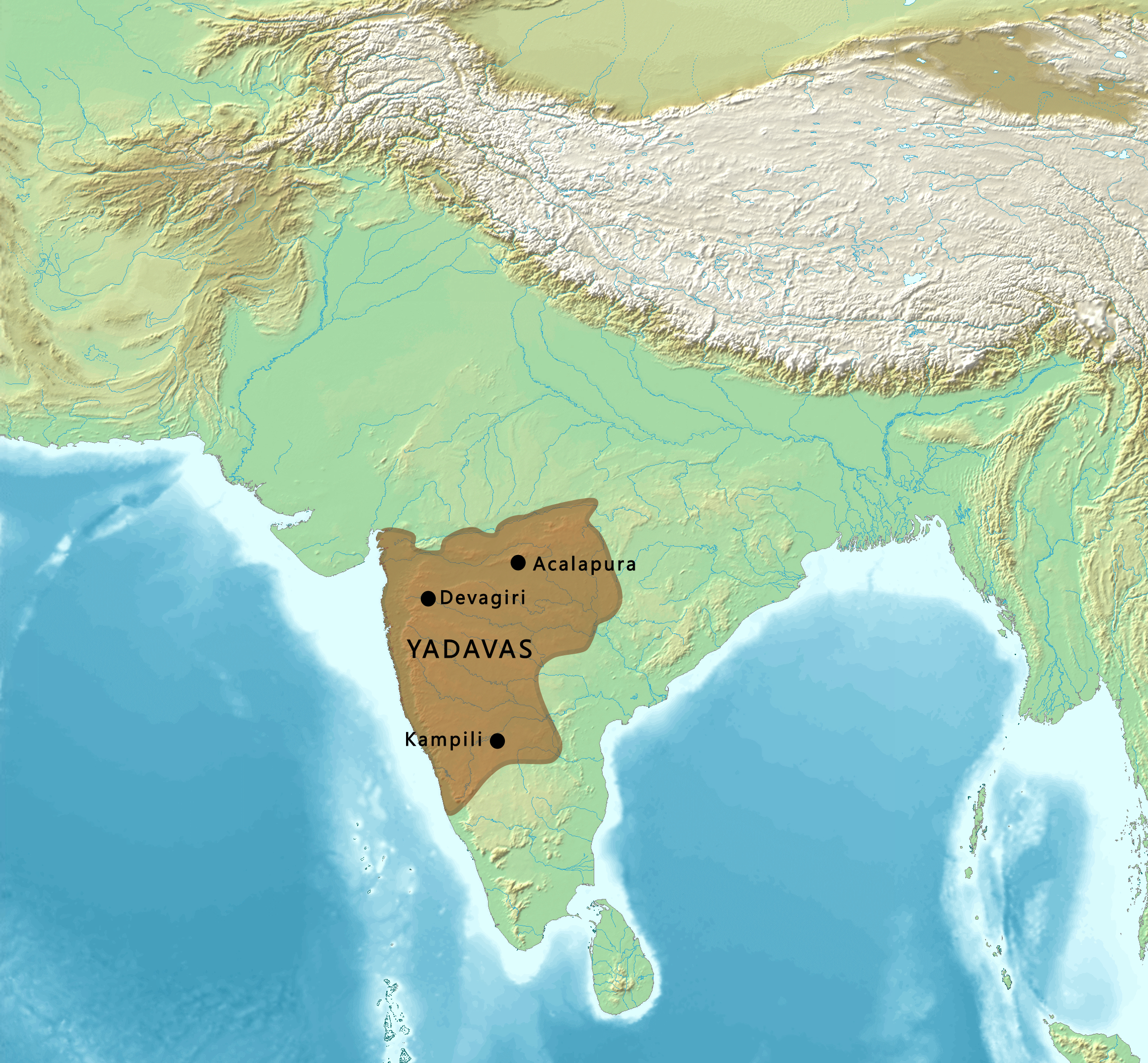
Imperio  Seuna (yadava) (c. 1187-1317)

## Período medieval y moderno temprano (1206-sigloXVIII)

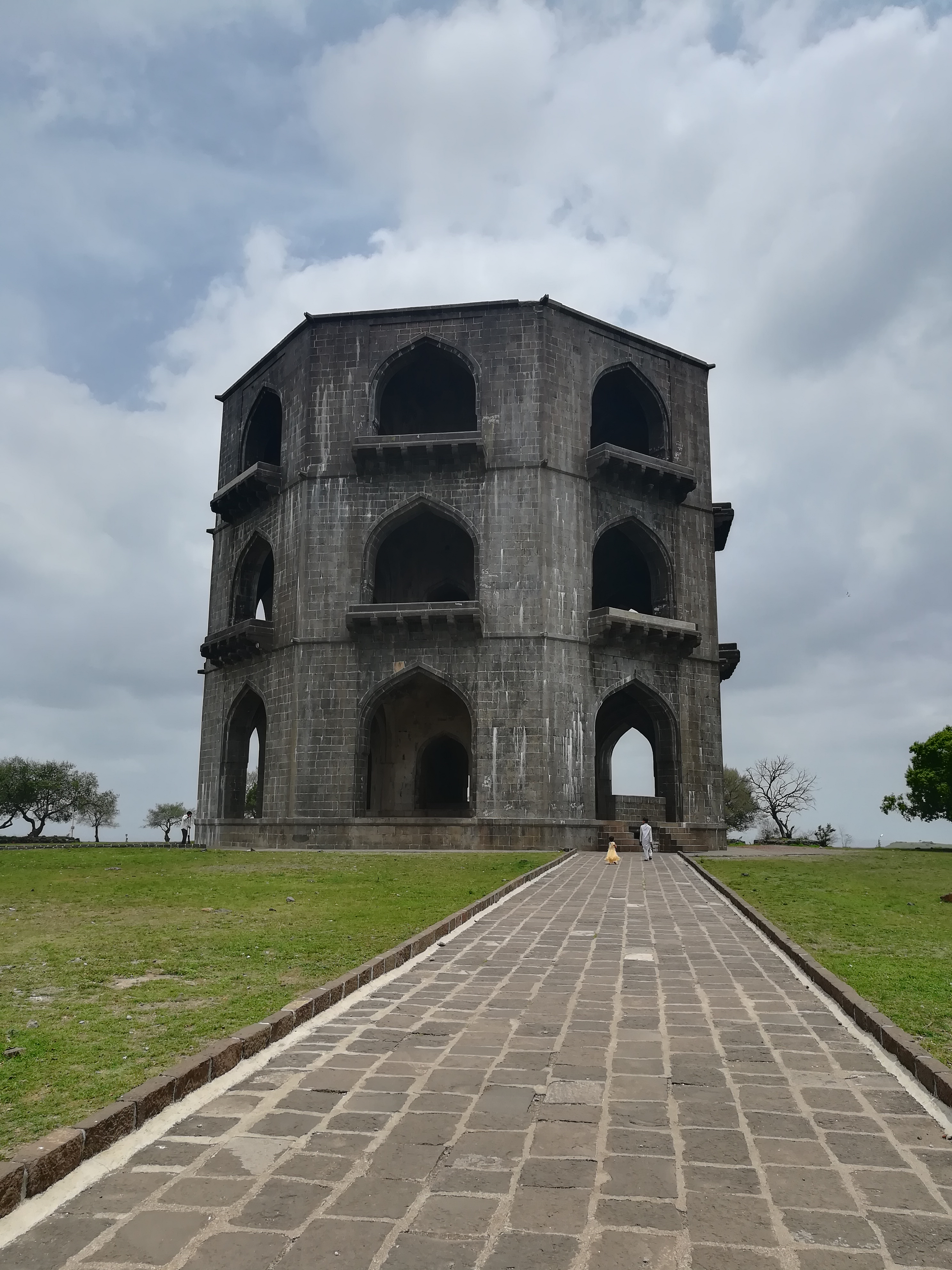
Tumba de Salabat Khan II, un ejemplo de arquitectura del sultanato de Ahmednagar

A principios del siglo XIV, la dinastía de los yadavas, que gobernaba la mayor parte del actual Maharashtra, fue derrocada por Ala-ud-din Khalji (r. 1296-1316), segundo y más destacado gobernante de la dinastía Khilji y primer gobernante musulmán del sultanato de Delhi (que llegó a regir gran parte de lo que hoy es India). Posteriormente, Muhammad bin Tughluq (r.  1325-1351) segundo sultán de la dinastía tughlaq, conquistó partes de la meseta del Decán y trasladó temporalmente su capital desde Delhi a Daulatabad, en Maharashtra.

### Sultanato bahmani y sultanatos del Decán

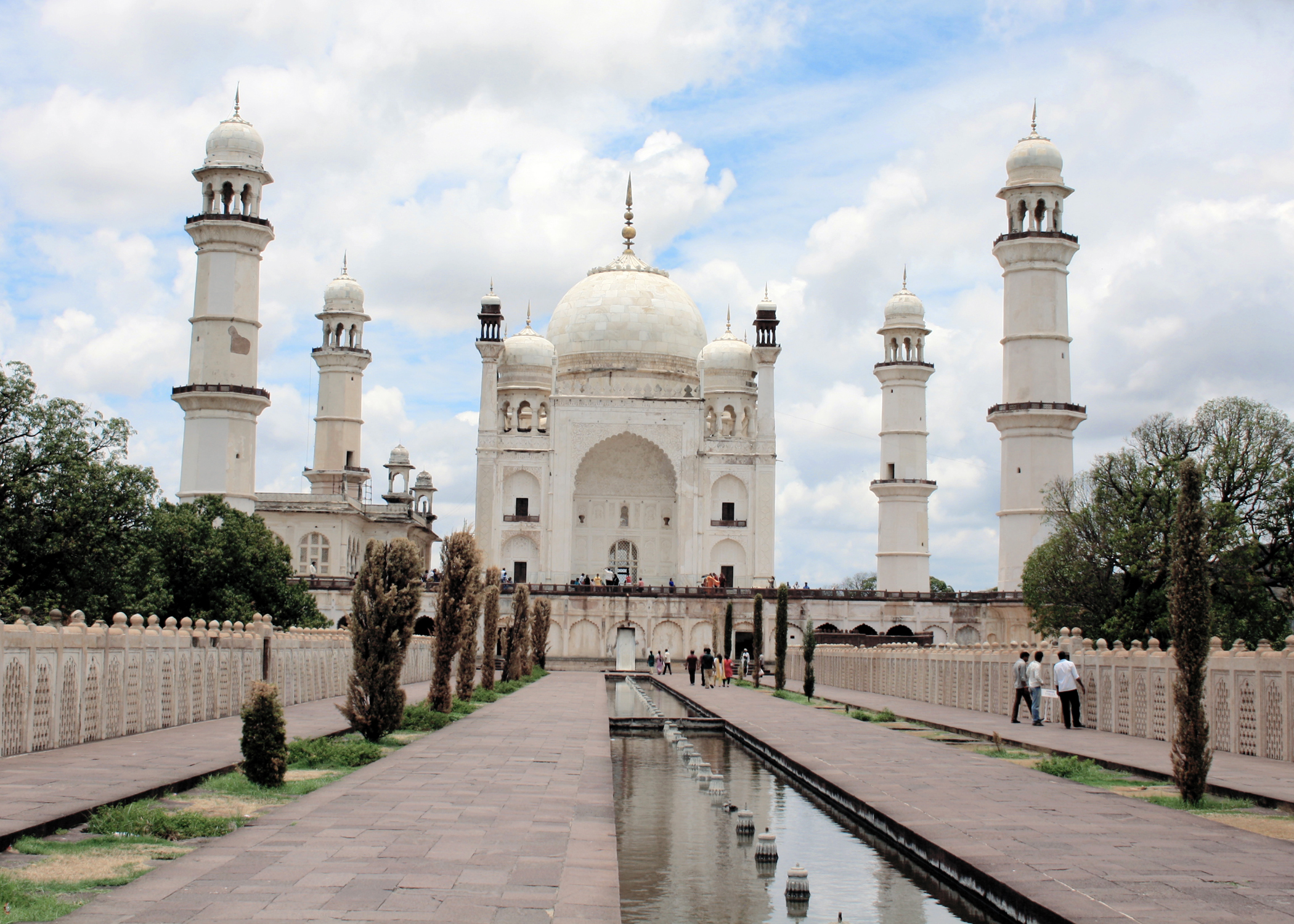
Bibi Ka Maqbara, una réplica del Taj Mahal, es el mausoleo que el emperador mogol Aurangzeb hizo construir en 1651-1661 para su fallecida esposa Dilras Banu Begum

Después del colapso de los tughluqs en 1347, el sultanato separatista bahmani gobernó la región, así como la región más amplia del Decán durante los siguientes 150 años, primero  desde la ciudad de Gulbarga y más tarde desde Bidar.
El período temprano del gobierno islámico vio atrocidades como la imposición del impuesto de la jizya a los no musulmanes, la destrucción de los templos hindúes y las conversiones forzadas, que con el tiempo se fueron moderando. Durante la mayor parte de ese período, los brahmanes estuvieron a cargo de las cuentas, mientras que la recaudación de ingresos dependía de los marathas que tenían watans (derechos hereditarios) de patilki (recaudación de ingresos a nivel de aldea) y de deshmukhi (recaudación sobre un área mayor). Varias familias como los Shinde, Bhosale, Shirke, Ghorpade, Jadhav, More, Mahadik, Ghatge y Nimbalkar sirvieron lealmente a varios sultanes en diferentes períodos de tiempo. Dado que la mayoría de la población era hindú y hablaba marati, incluso sultanes como Ibrahim Adil Shah I adoptaron el marati como lengua de la corte, y también para la administración y el mantenimiento de registros.
Tras la disolución del sultanato bahmani en 1518, la región de Maharashtra se dividió entre cinco gobernantes (que ahora son conocidos como los sultanatos del Decán): Nizamshah del sultanato de Ahmednagar, Adilshah de Bijapur, Qutubshah de Golkonda, Bidarshah de Bidar e Imadshah de Elichpur. Estos reinos lucharon a menudo entre sí, aunque. unidos, lograron derrotar decisivamente al Imperio Vijayanagara meridional en 1565. La actual zona de Bombay estaba gobernada por el sultanato de Gujarat antes de su captura por el reino de Portugal en 1535. La dinastía Faruqi gobernó la región de Khandesh entre 1382 y 1601 antes de ser finalmente anexionada por el Imperio mogol.

### Mogoles
El Imperio mogol bajo el gobierno de Akbar (r. 1556-1605), tercer emperador, comenzó a capturar territorios en poder de los sultanatos del Decán hacia finales del siglo XVI. Los mogoles, en la década de 1630, llegaron a controlar la mayor parte del norte y partes del oeste del actual  Maharashtra (incluyendo Khandesh, Marathwada y Berar), y hacia finales del siglo regían la mayor parte del área del actual Maharashtra. Sin embargo, el control mogol fue desafiado varias veces durante esta etapa. A principios de siglo, la resistencia fue liderada por Malik Ambar, regente de la dinastía Nizamshahi del sultanato de Ahmednagar de 1607 a 1626. Aumentó la fuerza y el poder de Murtaza Nizam Shah II y levantó un gran ejército. Malik Ambar fue un defensor de la guerra de guerrillas en la región del Decán y fue considerado un gran enemigo por eJehangir (r. 1605-1627), 4.º emperador mogol de la India. Malik ayudó al entonces príncipe mogol Khurram (que más adelante sería el 5.º emperador Shah Jahan, r. 1627-1658) en su lucha contra su madrastra, Nur Jahan, que tenía ambiciones de asegurar el trono de Delhi para su yerno.
En la segunda mitad del siglo XVII, los mogoles se vieron constantemente desafiados por los marathas bajo el liderazgo de Shivaji (r. 1674-1680) y, posteriormente, de sus sucesores. El declive del dominio islámico en la región del Decán comenzó cuando Shivaji se anexionó de una parte del sultanato de Bijapur en la segunda mitad del siglo XVII. En este proceso, se convirtió en un símbolo de la resistencia y del autogobierno hindú.

### Reinos gond
Aunque los gobernantes islámicos dominaron la mayor parte de la región de Maharashtra después de la caída de los yadavas de Deogiri, en la región de Vidarbha del actual Maharashtra, y en áreas adyacentes de la actual Telangana, Chhattisgarh y Madhya Pradesh, el pueblo tribal de los gond estableció reinos que permanecieron libres hasta la llegada de los mogoles. Desde el reinado de Akbar hasta el de Aurangzeb, los gond fueron vasallos de los mogoles. Durante el reinado de Aurangzeb, el rey gond Bakht Buland Shah aceptó el Islam y fundó la actual ciudad de Nagpur. Siglos antes, Khandkya Ballal Sah, un rey gond del siglo XIII, había fundado la ciudad amurallada de Chandrapur en la región meridional de Vidarbha. El último gobernante gond fue pensionado por el líder maratha Raghuji Bhonsale, quien fundó el reino de Nagpur.

### Primeras posesiones de los europeos

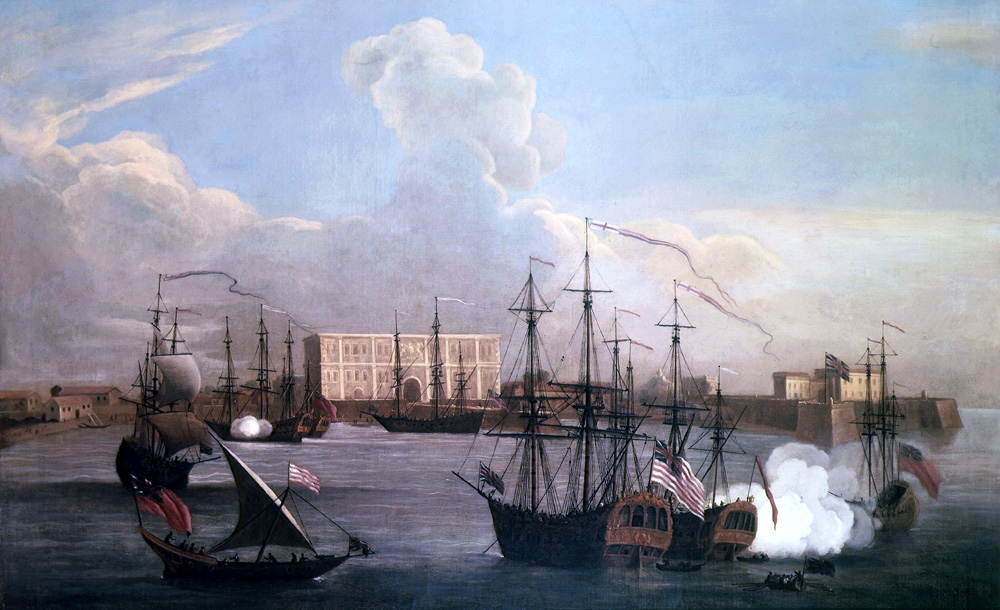
Barcos en el puerto de Bombay, controlado por la Compañía de las Indias Orientales (c. 1731)

El Imperio portugués fue la primera potencia europea en establecer puertos y colonias en la India. Sus posesiones en el actual Maharashtra incluían la isla de Bombay, el puerto de Chaul y la zona de Vasai, en la costa de Konkan. Las colonias portuguesas en India estaban gobernadas por un virrey portugués con sede en Goa. En 1661, los portugueses cedieron Bombay a los británicos como dote cuando la princesa portuguesa, Catalina de Braganza, se casó con Carlos II, monarca inglés. Bajo el reinado de Chimaji Appa, en 1739, los marathas arrebataron Vasai y la isla de Salsette a los portugueses  y gobernaron esas regiones hasta 1774.

Resumen cartográfico de las distintas entidades gobernantes antes del Imperio maratha
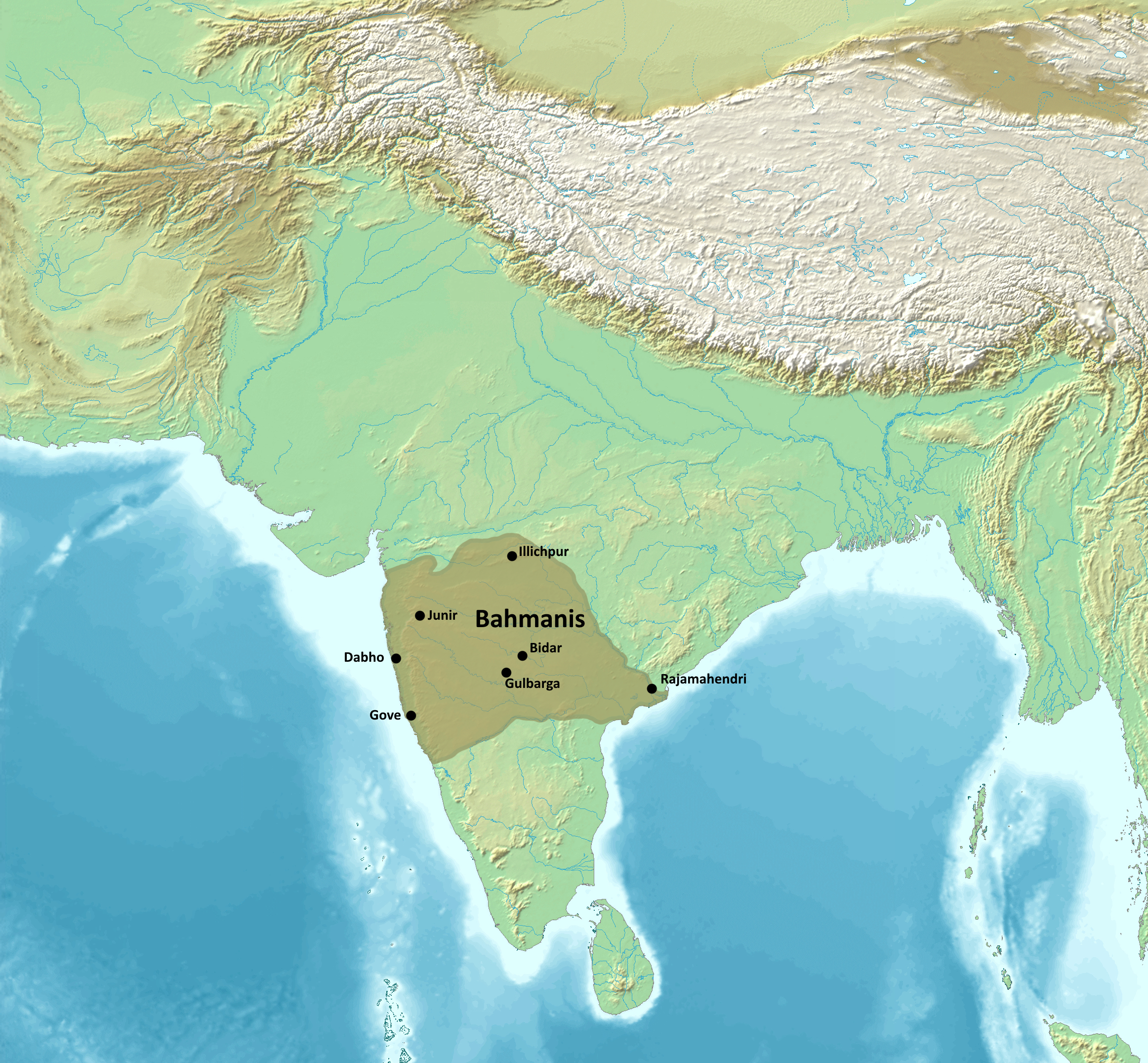
El sultanato bahmaní en su apogeo en 1473, bajo el regente Mahmud Gawan
Los sultanatos del Decán surgidos tras la desaparición del sultanato bahmaní. Al sur, el Imperio vijayanagara.
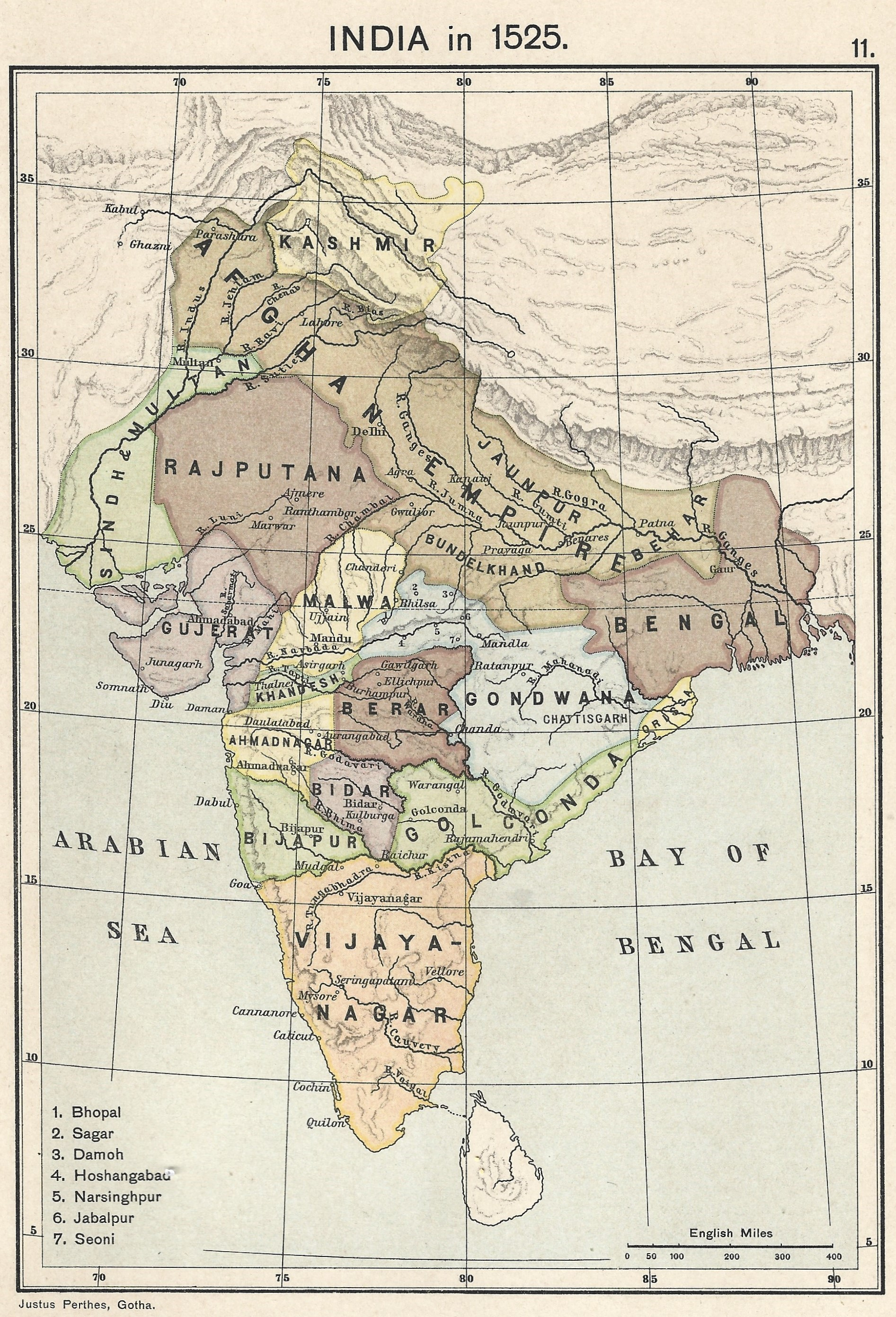
India en 1525
El Imperio mogol en 1605

## Imperio maratha (1674-1818)
El Imperio maratha dominó la escena política del subcontinente indio desde principios del siglo XVIII hasta principios del siglo XIX, siendo Maharashtra su centro, con capital en Pune y, brevemente, también en Satara.  

### Chhatrapati Shivaji Maharaj

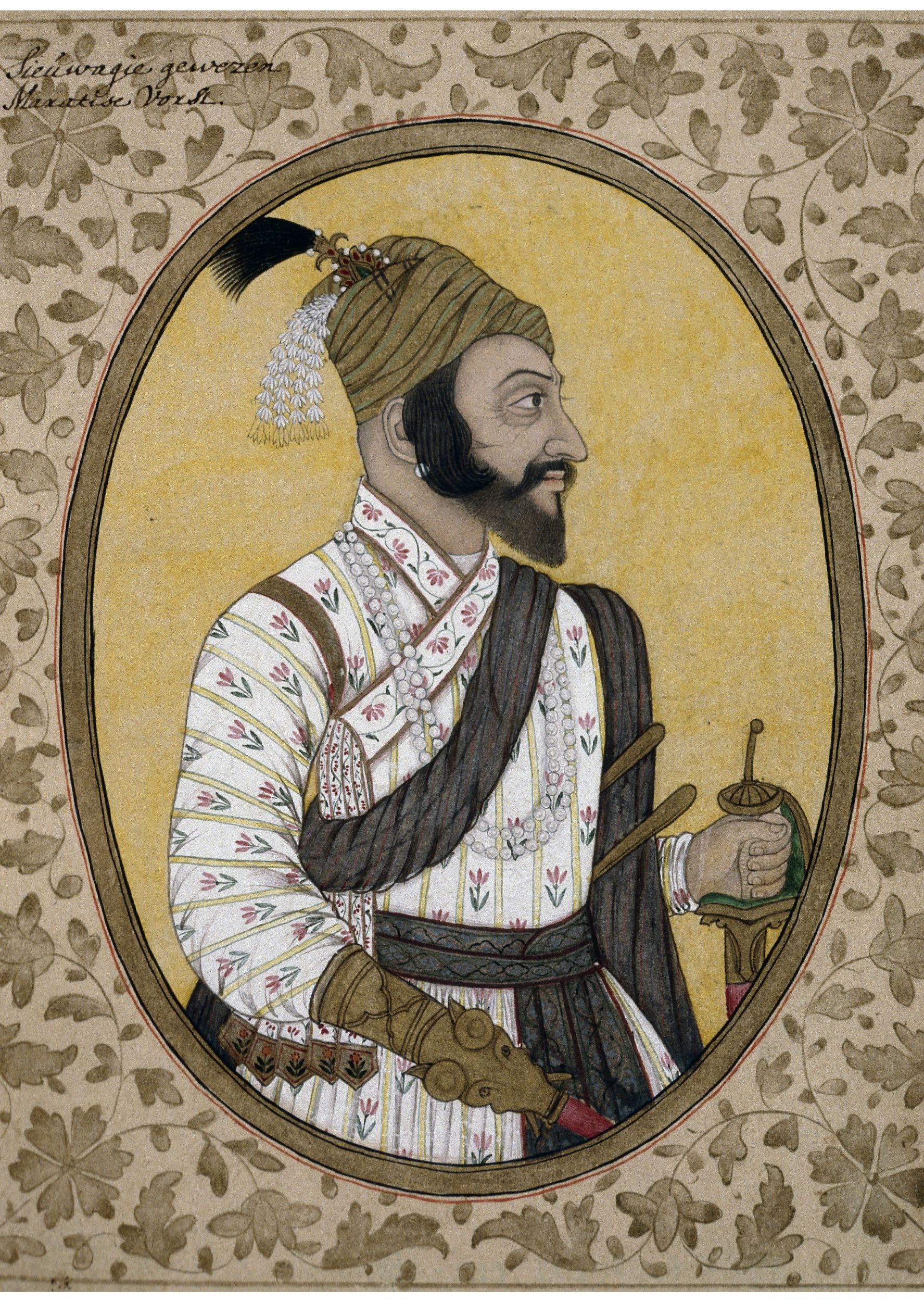
Retrato de Shivaji, el fundador del Imperio maratha, en el Museo Británico de Londres

Chhatrapati Shivaji Maharaj (r. 1674-1680) fue el fundador del Imperio maratha. Nació en el clan Bhonsle en 1630. Shivaji forjó un enclave a partir del declinante sultanato Adilshahi de Bijapur que fue la semilla del Imperio maratha. Para conseguir su territorio, luchó no solo contra los mogoles y los Adilshahi, sino también contra muchos watandars marathas. Los watandars consideraban sus watans (parcelas de tierra) como fuentes de poder económico y se mostraban reacios a desprenderse de ellas. Incluso inicialmente se opusieron al surgimiento de Shivaji, porque sus intereses económicos se vieron afectados. En 1674, Shivaji se coronó a sí mismo como el Chhatrapati (monarca) de su reino en el fuerte Raigad.
Shivaji fue un administrador competente y estableció un gobierno que pagaba salarios a los generales y ministros en lugar de otorgarles jagir (feudos). Estableció una administración civil y militar eficaz, construyó una poderosa armada y erigió nuevos fuertes (por ejemplo, el fuerte Sindhudurg) y reforzó los antiguos (por ejemplo, el fuerte Vijaydurg) en la costa oeste de Maharashtra. Murió alrededor del 3 de abril de 1680.

### Guerra mogol-maratha (1681-1707)
Después de la muerte de Shivaji, el emperador mogol Aurangzeb lanzó un ataque contra los marathas y los sultanatos deccanís de Adilshahi y Qutbshahi en 1681. Aunque pronto venció a los sultanatos, el conflicto con los marathas duró 27 años. Este período también vio la captura y muerte del primer hijo de Shivaji, Sambhaji, a manos de los mogoles en 1689. Rajaram, su segundo hijo y sucesor (r. 1689-1700), y más tarde la viuda de Rajaram, Tarabai, lideraron sus fuerzas marathas para luchar en batallas individuales contra las fuerzas mogoles. El territorio cambió de manos repetidamente durante estos años (1689-1707) de guerra interminable. Como no había una autoridad central entre los marathas, Aurangzeb se vio obligado a disputar cada centímetro de territorio, con un gran costo en vidas y dinero.
Incluso cuando Aurangzeb avanzaba hacia el oeste, adentrándose en el territorio maratha, estos se expandieron hacia el este, apoderándose de las tierras mogoles de Malwa e Hyderabad. Los marathas también se expandieron más al sur, hacia la India meridional, derrotando a los gobernantes locales independientes y capturando Jinji en Tamil Nadu. Aurangzeb libró una guerra continua en el Decán durante más de dos décadas sin lograr acabarla. La muerte de Aurangzeb en 1707 puso fin al conflicto e inició la decadencia del Imperio mogol.

### Expansión de la influencia maratha

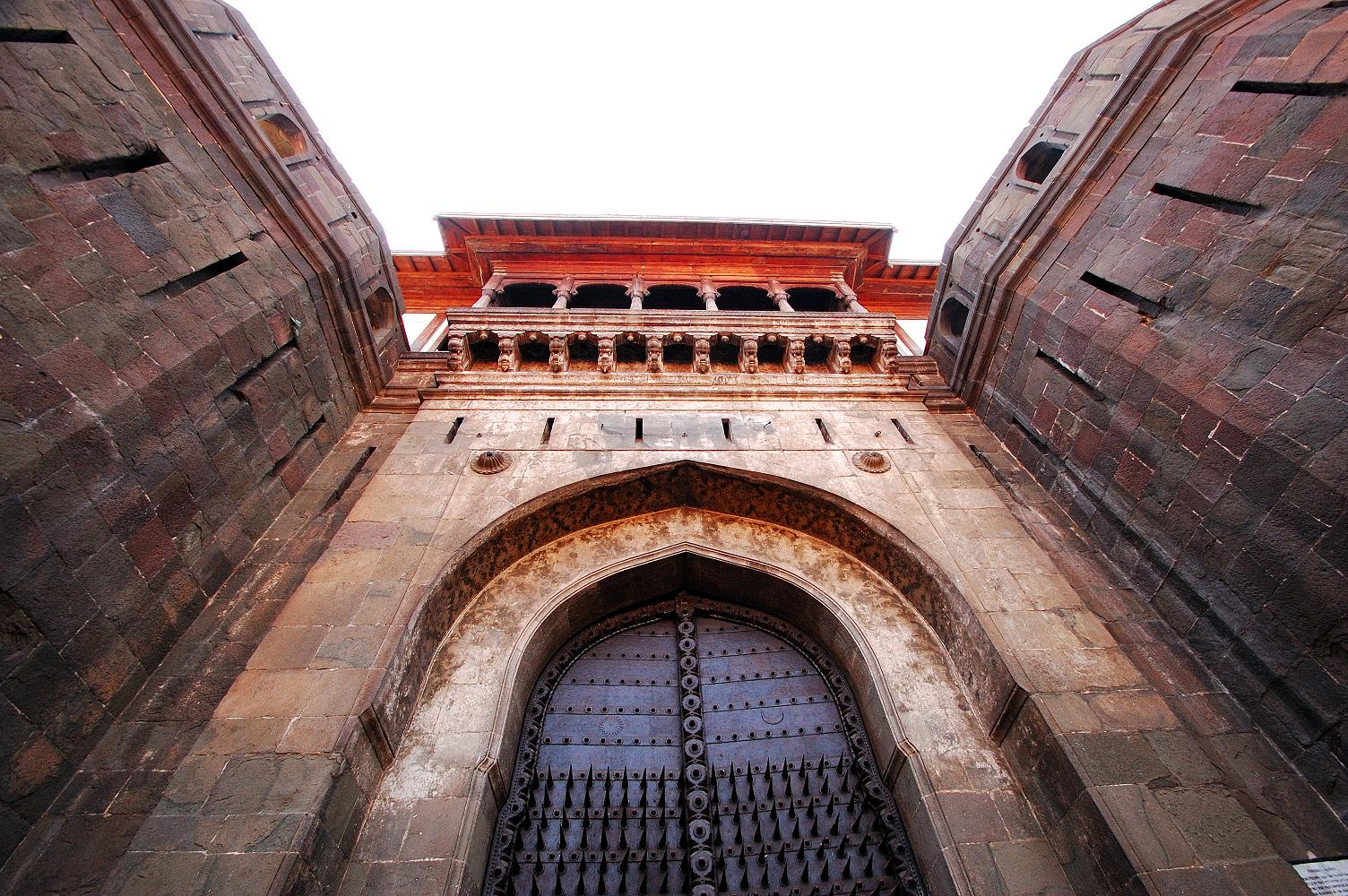
Shaniwar Wada, el palacio y sede administrativa en Pune, fue construido por Baji Rao I en 1730.

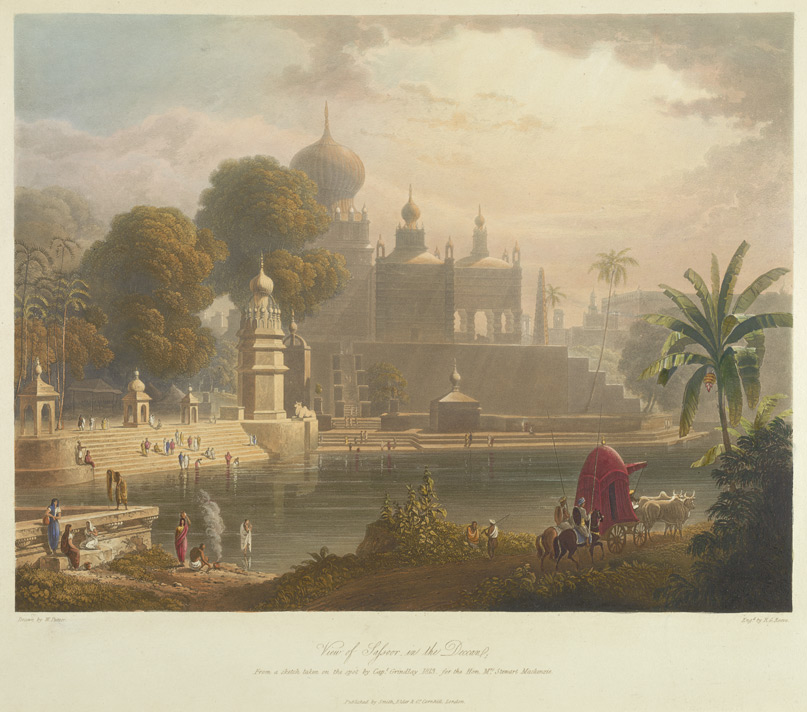
La ciudad de Saswad, como fue representada en 1813 por el artista británico Robert Melville Grindlay. Al fondo se puede ver el palacio de los Purandares y de los cortesanos de los marathas.

Durante gran parte del siglo XVIII, los peshwas, pertenecientes a la familia brahmán maratha (Bhat) de Deshmukh, controlaron el ejército maratha y más tarde se convirtieron en los jefes hereditarios del Imperio maratha de 1749 a 1818. Durante su reinado, el imperio maratha alcanzó su cenit en 1760, dominando la mayor parte del subcontinente indio. Bajirao I, el peshwa (general) más destacado, tenía 20 años en el momento de su nombramiento como Peshwa en 1720. Para sus campañas en el norte de la India, promovió activamente a jóvenes líderes de su misma edad, como Ranoji Shinde, Malharrao Holkar, los hermanos Puar y Pilaji Gaekwad. Estos líderes tampoco provenían de las familias aristocráticas tradicionales de Maharashtra. Todos los jóvenes líderes elegidos por Bajirao I o sus descendientes se convirtieron posteriormente en gobernantes por derecho propio durante la era de la Confederación Maratha. El historiador K.K. Datta sostiene que Bajirao I «bien podría considerarse el segundo fundador del Imperio maratha».
Raghoji Bhonsle, gobernante del reino de Nagpur, también amplió el dominio maratha en la India central y oriental. En 1737, los marathas derrotaron al ejército mogol en su capital, en la primera batalla de Delhi. Continuaron sus campañas militares contra los mogoles, el Nizam de Hyderabad, el Nawab de Bengala y el Imperio durrani para extender aún más sus fronteras.
En 1760, el dominio de los marathas se extendía por la mayor parte del subcontinente indio. En su apogeo, el imperio se extendía desde Tamil Nadu en el sur, hasta Peshawar (actual Khyber Pakhtunkhwa, hoy Pakistán) en el norte, y Bengala en el este. La expansión noroccidental de los marathas se detuvo tras la Tercera Batalla de Panipat (1761). Sin embargo, la autoridad maratha en el norte fue restablecida una década después bajo el peshwa Madhavrao I, en donde a los gobernantes más fuertes se les concedió una cierta semiautonomía, creándose una confederación de estados maratha liderados por los Gaekwads de Baroda, los Holkars de Indore y Malwa, los Scindias de Gwalior y Ujjain, los Bhonsales de Nagpur, y los Puars de Dhar y Dewas.
En 1775, la Compañía de las Indias Orientales intervino en un conflicto por la sucesión de los marathas en Pune, lo que condujo a la Primera Guerra Anglo-Maratha, que acabó con una victoria maratha.

### Marina maratha
Shivaji desarrolló una potente fuerza naval durante su gobierno. A principios de la década de 1700, bajo el liderazgo de Kanhoji Angre, esta armada ya dominaba las aguas territoriales de la costa occidental de la India desde Bilimora hasta Savantwadi. Atacó buques de guerra británicos,  portugueses, holandeses y siddi y mantuvo bajo control sus ambiciones navales. La Armada maratha bajo la familia Angre dominó la zona hasta alrededor de la década de 1730. Los conflictos internos entre los hijos de Kanhoji Angre debilitaron la armada. La armada bajo Tulaji Angre fue destruida por la acción combinada de la Compañía de las Indias Orientales y las fuerzas Peshwa en 1755. La armada operada por otros miembros de la familia Angre permaneció operativa, pero se encontraba en declive para la década de 1770 y dejó de existir para 1818.

### Sistema de ingresos ychauth
Una de las herramientas del imperio era la recaudación de chauth, que suponía el pago del 25% de los ingresos de los estados sometidos al poder maratha. Los marathas también contaban con un elaborado sistema de ingresos territoriales que la Compañía Británica de las Indias Orientales conservó al obtener el control del territorio maratha.

### Marathwada bajo la dinastía Asaf Jahi
Aunque el Imperio maratha dominó la mayor parte de la India durante el siglo XVIII, gobernaba principalmente mediante la recaudación de chauth (impuestos) de los estados locales. Un estado importante que pagaba chauth ocasionalmente, pero que también estaba en constante conflicto con los marathas, fue la dinastía Asaf Jahi, también conocida como el Nizam de Hyderabad. El Nizam gobernó la región de Marathwada, en la actual Maharashtra, así como Telangana y partes de Karnataka durante el siglo XVIII, y posteriormente como vasallo de los británicos hasta la independencia de la India. Durante parte de este período, el Nizam también controló Berar o la región de Vidarbha, en el este de Maharashtra.

### Sociedad y cultura durante la época medieval
Antes del dominio británico, la región de Maharashtra estaba dividida en numerosas divisiones fiscales. El equivalente medieval de un condado o distrito era la pargana. El jefe de la pargana se llamaba Deshmukh y los encargados de los registros se llamaban Deshpande. La unidad administrativa más baja era la aldea. La sociedad aldeana en las zonas maratis incluía al patil (jefe de la aldea), recaudador de impuestos, y al Kulkarni (el encargado de los registros de la aldea). Estos eran cargos hereditarios. El patil solía pertenecer a la casta maratha, y el kulkarni a los brahmanes maraties o a la casta CKP.
Las aldeas utilizaban un sistema basado en las castas compuesto por doce oficios hereditarios llamado Balutedar, que funcionaba como sistema económico de la aldea. Bajo este sistema, los sirvientes prestaban servicios a los agricultores y se encargaban de las tareas propias de sus castas. A cambio de sus servicios, los balutedars recibían un complejo conjunto de derechos hereditarios (watan) para participar en la cosecha de la aldea.

### Centros urbanos
Aunque la mayoría de la población de Maharashtra había vivido en zonas rurales a lo largo de la historia, se fundaron o expandieron ciudades y pueblos cuando los nuevos gobernantes eligieron nuevas capitales. Entre los centros urbanos más destacados fundados durante el sultanato se encuentran Chakan, Ahmadnagar y Ellichpur. Lugares con una historia milenaria, como Junnar y Daulatabad, también sirvieron como capitales o sedes regionales durante ese período. Todos estos lugares decayeron tras perder el patrocinio real debido a la caída de sus dinastías gobernantes.
La ciudad de Aurangabad fue fundada en 1610 por Malik Amber y siguió siendo un centro importante gracias al patrocinio de los mogoles y, posteriormente, de los nizams. Durante el período peshwa en el siglo XVIII, Pune, se convirtió en la capital política y comercial de facto del Imperio maratha. Al igual que las otras capitales, también decayó tras la caída del Imperio maratha en 1818. Nagpur cobró importancia durante el reinado de Raghujee Bhonsle y sus descendientes a mediados del siglo XVIII. Mumbai adquirió importancia cuando la Compañía Británica de las Indias Orientales trasladó sus operaciones desde Surat en el siglo XVIII. También invitaron a diferentes clases mercantiles gujaratís, como los parsis, los bhatia, los khoja y los bohra, a mudarse a la ciudad portuaria para contribuir al comercio.

Resumen cartográfico del Imperio maratha antes del dominio británico
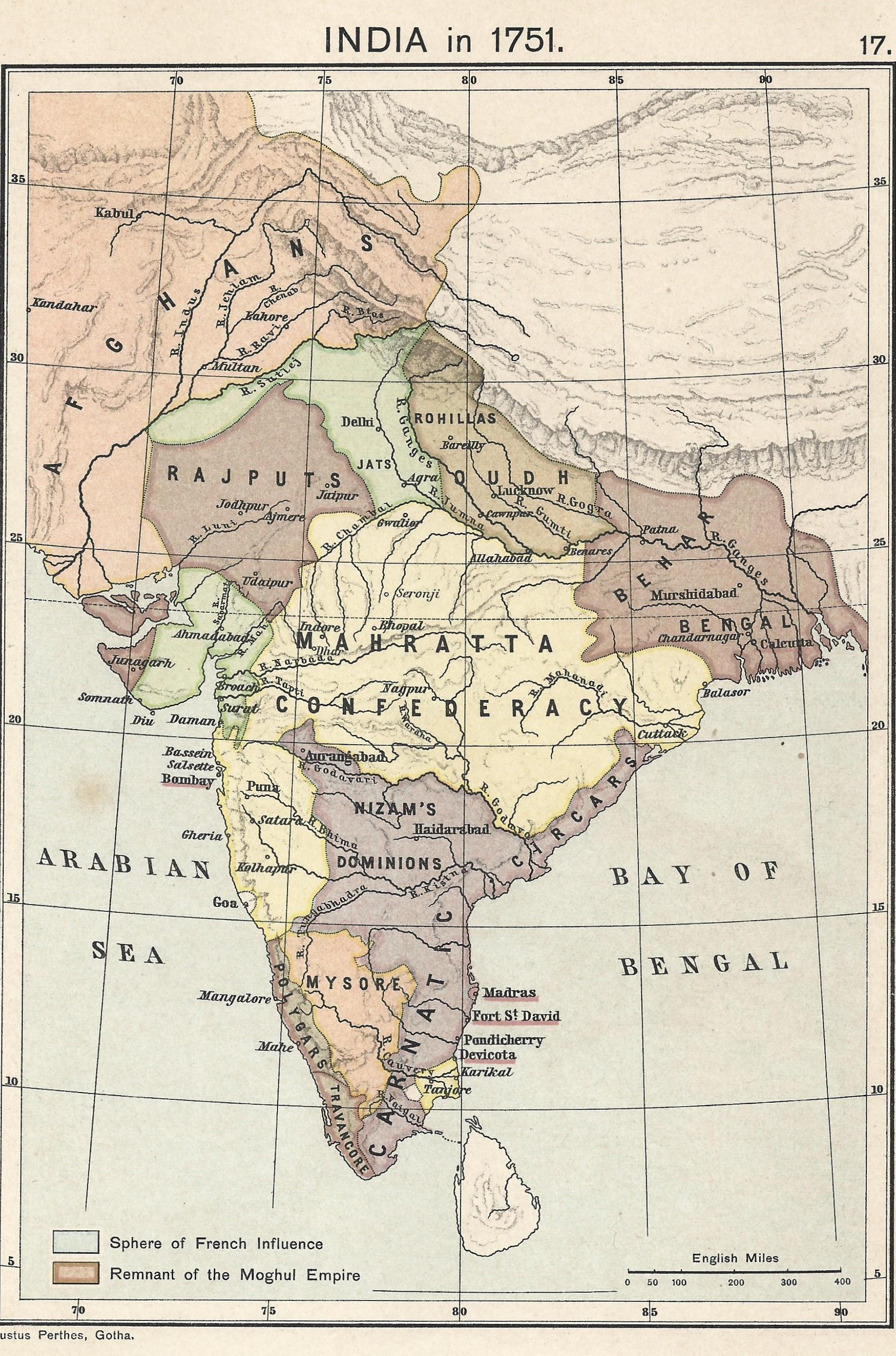
India en 1751
La confederación maratha (ca. 1760)
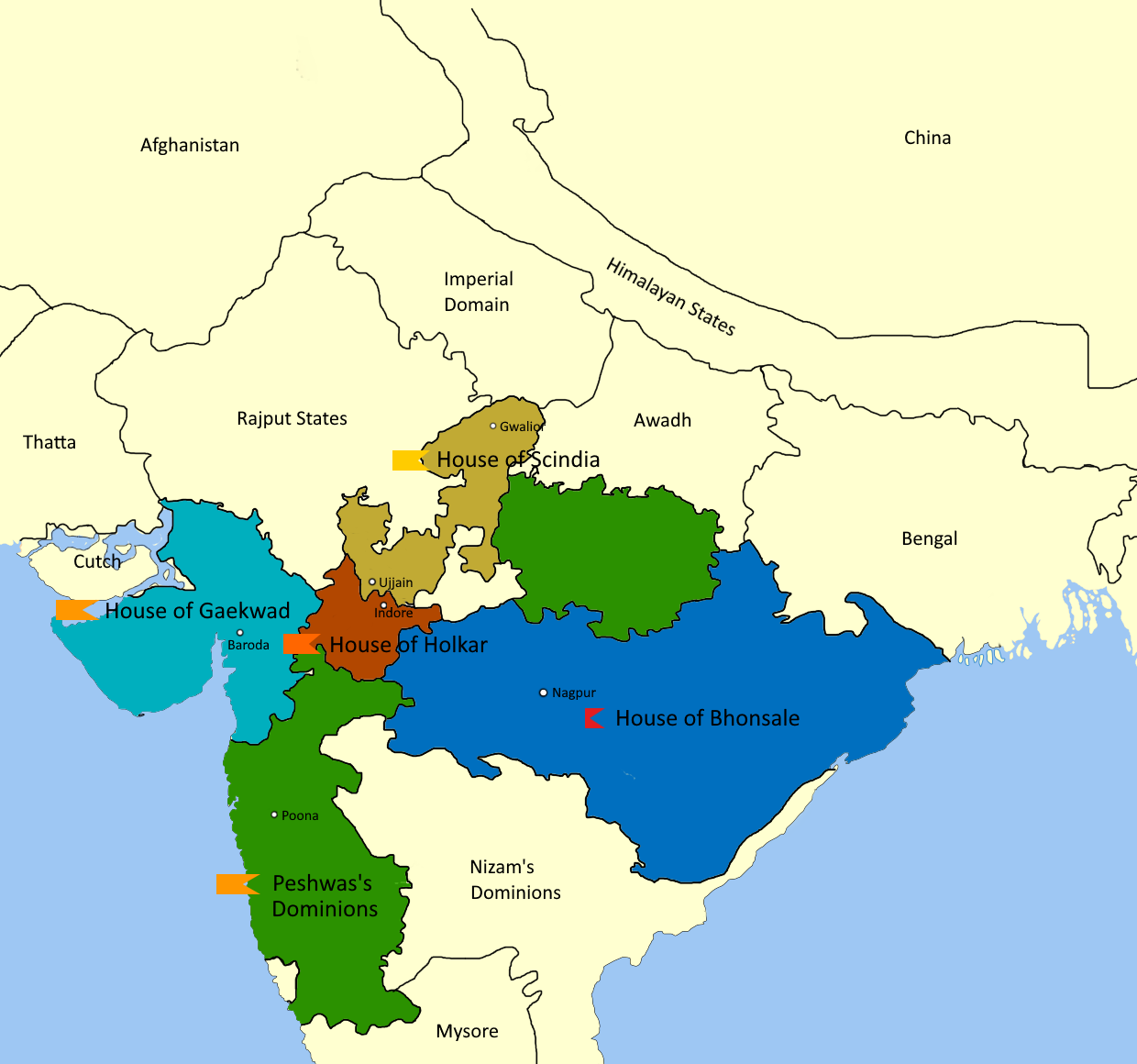
Estados de la Confederación maratha en su apogeo (1760)
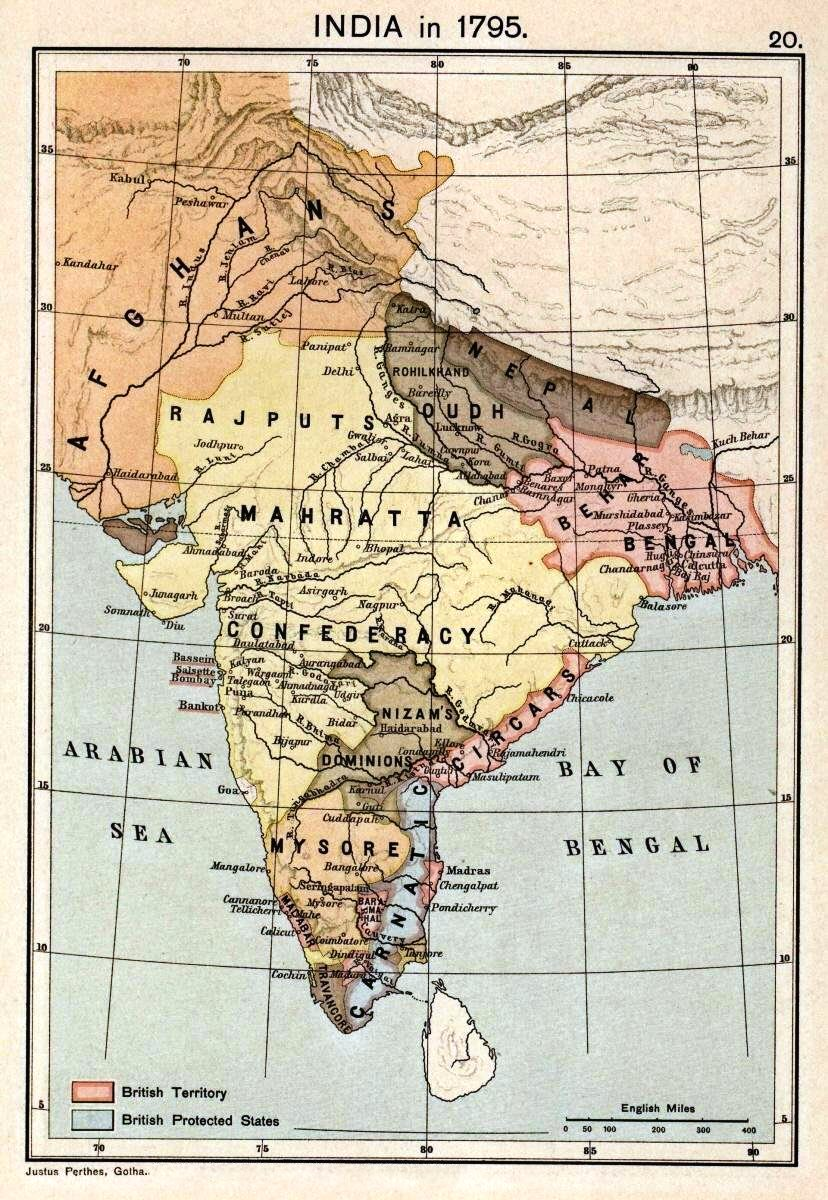
El Imperio maratha  en 1795

## Dominio británico y estados principescos (1818-1947)

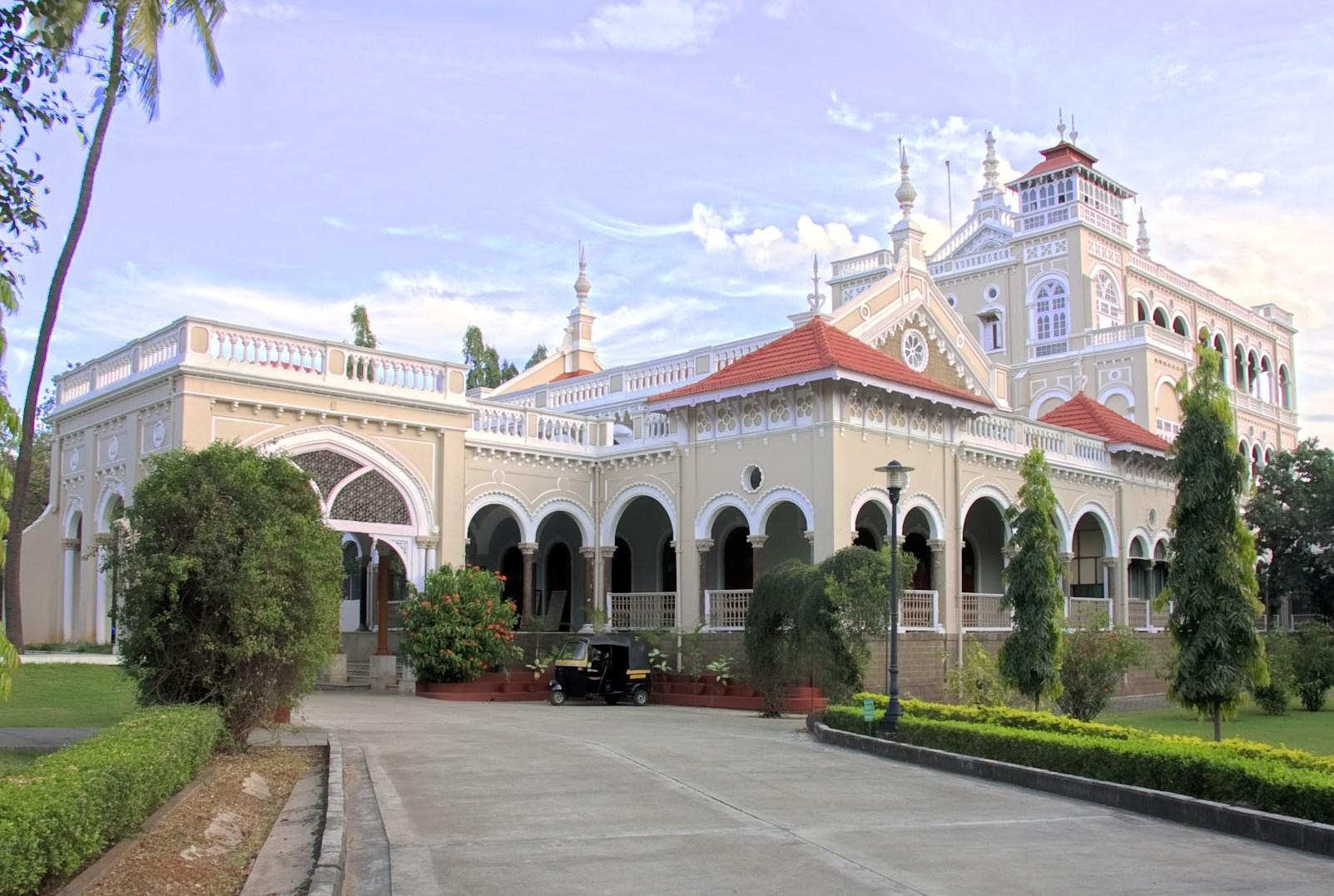
El Palacio Aga Khan en Pune, donde Mahatma Gandhi y sus asociados fueron internados durante el movimiento de independencia de la India.

Los británicos gobernaron la mayor parte de Maharashtra directa o indirectamente a través de los estados principescos durante más de un siglo y trajeron varios cambios. Las áreas que corresponden al actual Maharashtra estaban bajo el dominio británico directo o indirecto, primero bajo la Compañía Británica de las Indias Orientales y luego, a partir de 1858, bajo la corona británica. Durante esta etapa, la región de Maharashtra se dividió en la presidencia de Bombay, la provincia de Berar, las provincias centrales y varios estados principescos como el estado de Hyderabad, el estado de Kolhapur y el estado de Sangli. Además de Hyderabad, otros estados principescos quedaron bajo la Agencia de los Estados del Decán.

### Gobierno de la Compañía de las Indias Orientales
La Compañía Británica de las Indias Orientales (East India Company) controlaba Mumbai ya a principios del siglo XVII y la utilizaba como uno de sus principales puestos comerciales. La compañía expandió lentamente las áreas bajo su dominio durante el siglo XVIII. Su conquista de Maharashtra se completó en 1818 con la derrota del último peshwa maratha Bajirao II (r. 1796-1818) en la tercera guerra anglo-maratha. El gobernador de los nuevos territorios, Mountstuart Elphinstone, nombró comisionados y dejó los límites del distrito casi intactos. Una de las primeras tareas que emprendió la compañía después de derrocar a Bajirao II fue destruir los fuertes de las colinas anteriormente bajo control maratha para evitar que las fuerzas maratha se reagrupasen en las colinas. Los fuertes destruidos incluyeron los de la región de Junnar (como el lugar de nacimiento de Shivaji, Shivneri, Hadsar, Narayangad, Chavand, Harishchandragad) y el importante fuerte de Sinhagad controlando la ciudad de Pune. La Compañía también creó los estados vasallos de Satara y Nagpur, antes pertenecientes al derrotado Imperio maratha en la región de Maharashtra. Ambos estados fueron abolidos en la década de 1850 por la Compañía bajo la política de la doctrina del lapso, que negaba la sucesión en los estados principescos de un hijo adoptivo. Jagirdars como Aundh, que nominalmente pertenecían al estado de Satara, se convirtieron en estados principescos tras el lapso. La provincia de Berar fue arrebatada al Nizam por el gobierno colonial en 1858 por impago de gastos militares. La provincia se integró formalmente a las Provincias Centrales y Berar en 1903. Sin embargo, una gran parte llamada Marathwada siguió siendo parte del Estado de Hyderabad de Nizam durante todo el período británico.

India no tiene más de dos grandes potencias, británicos y marathas, y todos los demás estados reconocen la influencia de uno u otro. Cada pulgada que retrocedamos será ocupada por ellos.
India contains no more than two great powers, British and Mahratta, and every other state acknowledges the influence of one or the other. Every inch that we recede will be occupied by them.
Charles Metcalfe (1806) (uno de los funcionarios británicos más capaces de la India y luego gobernador general interino)

El Pandharpur Wari anual comienza en dos lugares de Maharashtra, a saber, Alandi y Dehu. En su forma actual, el wari se remonta a la década de 1820. En ese momento, los descendientes de Sant Tukaram y un devoto de Sant Dnyaneshwar llamado Haibatravbaba Arphalkar (que era un cortesano de los Scindias, los gobernantes maratha de Gwalior), hicieron cambios en el wari. Los cambios de Haibatravbaba implicaron llevar el paduka en una palkhi (litera), la participación de caballos en la procesión y organizar a los varkaris (devotos) en dindis (grupos específicos).
El gobierno de la Compañía también impulsó la estandarización de la gramática marati gracias a los esfuerzos del misionero cristiano William Carey. Carey también publicó el primer diccionario de marati en escritura devanagari. El diccionario marati-inglés más completo fue compilado por el capitán James Thomas Molesworth y el mayor Thomas Candy en 1831. El libro aún se imprime casi dos siglos después de su publicación. Molesworth también trabajó en la estandarización del marati. Empleó a los brahmanes de Pune para esta tarea y adoptó el dialecto predominantemente sánscrito hablado por esta casta en la ciudad como dialecto estándar del marati. El gobierno de la Compañía llegó a su fin cuando, en virtud de la Ley del Gobierno de la India de 1858 mediante una proclamación emitida por la reina Victoria, la presidencia de Bombay y el resto de la India británica quedaron bajo el gobierno directo de la corona británica en 1858.

### Raj británico

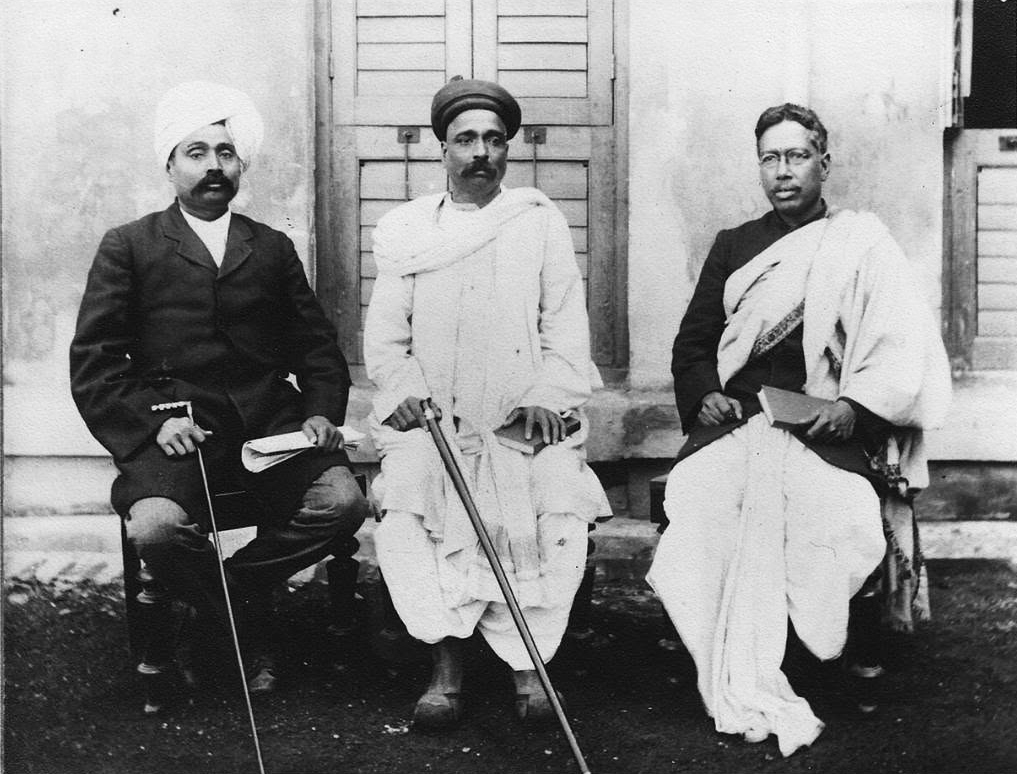
Lala Lajpat Rai (1865-1928) de Punjab, Bal Gangadhar Tilak (1856-1920) de Bombay y Bipin Chandra Pal de Bengala, el triunvirato conocido popularmente como Lal Bal Pal, cambió el discurso político del movimiento independentista indio.

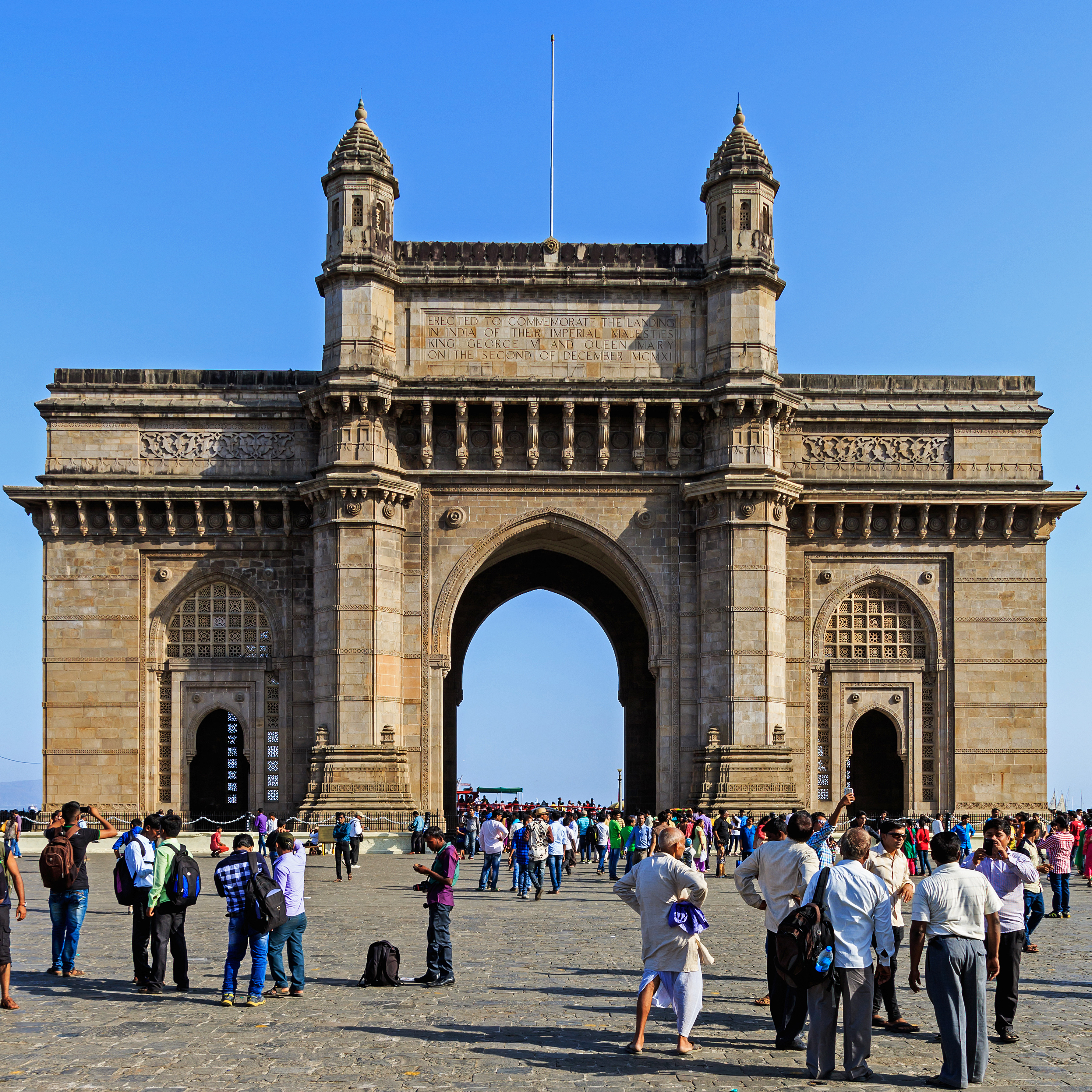
Puerta de la India, construida a principios del siglo XX en estilo indo-sarraceno, que combina los estilos arquitectónicos de los templos británico, indoislámica e hinduista.

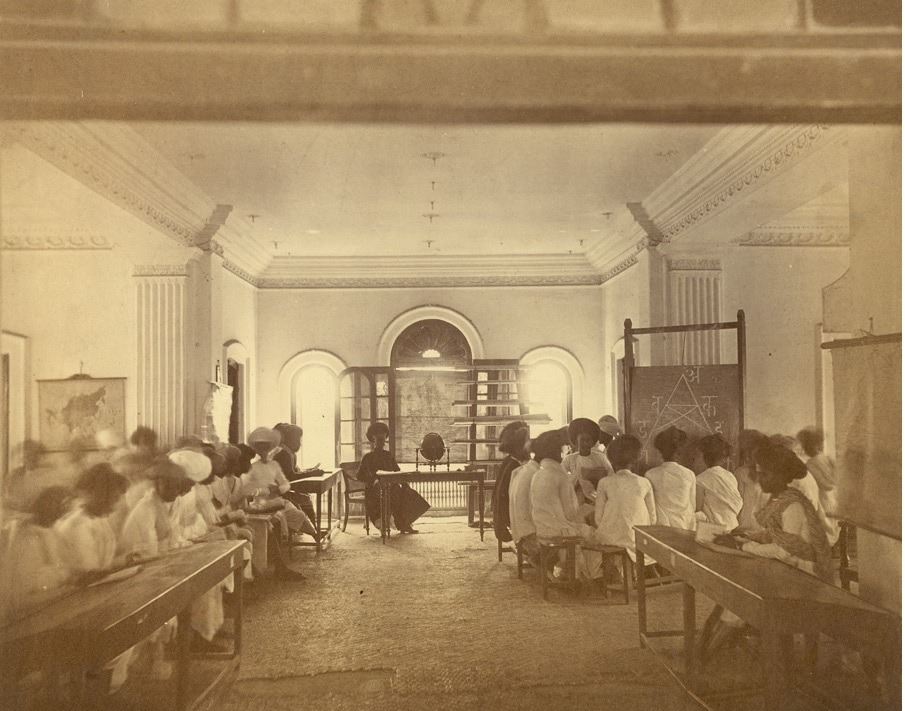
Lección en curso en un aula de una escuela pública para niños de Nagpur en 1870 durante el Raj británico

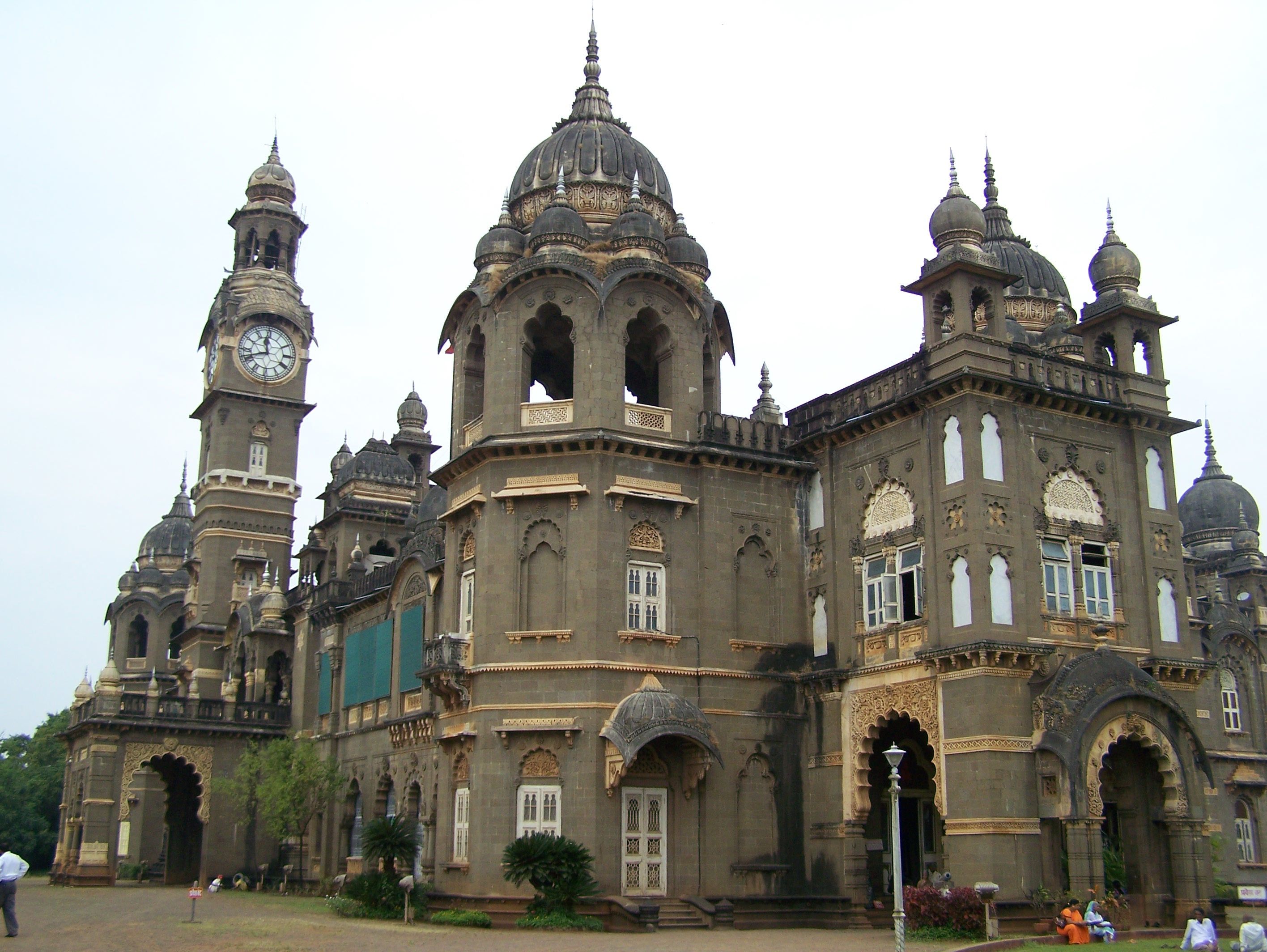
Palacio Nuevo, Kolhapur

La gente de Maharashtra jugó un papel importante en los movimientos de reformas nacionalista, social y religiosa de finales del siglo XIX y principios del XX. Las sociedades civiles notables fundadas por líderes maratiés durante el siglo XIX incluyen la Poona Sarvajanik Sabha, la Prarthana Samaj, la Arya Mahila Samaj y la Satya Shodhak Samaj. La Sarvajanik Sabha tomó parte activa en los esfuerzos de socorro durante la hambruna de 1875-1876, y es considerada la precursora del Congreso Nacional Indio establecido en 1885. Las personalidades más prominentes del nacionalismo indio a finales del siglo XIX y principios del XX fueron Gopal Krishna Gokhale y Bal Gangadhar Tilak (1856-1920), quienes estaban en lados opuestos del espectro político y ambos eran de Pune. Tilak, líder del ala extremista del Congreso Nacional Indio y principal figura del sentir nacionalista anterior a Mahatma Gandhi, fue varias veces encarcelado por los británicos y fue instrumental en el uso del culto a Shivaji y Ganesha para forjar una identidad colectiva maharashtriana para el pueblo marati. Otros destacados reformadores sociales marathis de la era colonial ifueron Mahatma Jyotirao Phule, su mujer  Savitribai Phule, Justice Ranade, la feminista Tarabai Shinde, Dhondo Keshav Karve, Vitthal Ramji Shinde y Pandita Ramabai. Jyotirao Phule fue un pionero en la apertura de escuelas para niñas y castas marathi dalit.
Las castas hindúes no brahmanes de Maharashtra comenzaron a organizarse a principios del siglo XX con la aprobación de Shahu de Kolhapur. La campaña despegó a principios de la década de 1920 bajo el liderazgo de Keshavrao Jedhe y Baburao Javalkar, ambos pertenecientes al Partido No Brahmán (Non-Brahmin Party, NBP). Sus primeros objetivos incluían arrebatar los festivales de Ganpati y Shiv Jayanti al dominio brahmán. Combinaron el nacionalismo con el anticasteísmo como objetivos del partido. En la década de 1930, Jedhe fusionó el NBP con el Partido del Congreso, transformándolo de un partido dominado por las castas superiores a un partido de base más amplia, pero aún dominado por los marathas.
Otra figura marati notable de la época fue B.R. Ambedkar (1891-1956), quien lideró la campaña por los derechos de los dalits, una casta que incluía su propia casta, la Mahar. Ambedkar discrepaba de líderes tradicionales como Gandhi en temas como la intocabilidad, el sistema de gobierno y la partición de la India. Inició el movimiento budista dalit, creando una nueva escuela de budismo llamada Navayana, y dando origen al movimiento dalit que aún perdura. Como primer ministro de Derecho y Justicia de la nación (1947-1951), Ambedkar desempeñó un papel fundamental en la redacción de la Constitución de la India (ratificada el 26 de noviembre de 1949) y es considerado el «Padre de la Constitución India».
En 1942, se dio en Bombay el ultimátum a los británicos para que abandonaran la India, lo que culminó con la transferencia de poder y la independencia de la India en 1947. Raosaheb y Achutrao Patwardhan, Nanasaheb Gore, Shreedhar Mahadev Joshi, Yeshwantrao Chavan, Swami Ramanand Bharti, Nana Patil, Dhulappa Navale, V. S. Page, Vasant Patil, Dhondiram Mali, Aruna Asif Ali, Ashfaqulla Khan y varios otros líderes de Maharashtra desempeñaron un papel destacado en esta lucha. B.G. Kher fue el primer ministro principal de la trilingüe presidencia de Bombay en 1937.
A finales del siglo XIX, se estaba desarrollando en Mumbai una industria manufacturera moderna. El producto principal era el algodón, y la mayor parte de la mano de obra en estas fábricas de algodón provenía del oeste de Maharashtra, específicamente de la región costera de Konkan. El censo registrado para la ciudad en la primera mitad del siglo XX mostró que casi la mitad de la población tenía el marati como lengua materna.

## Después de la independencia

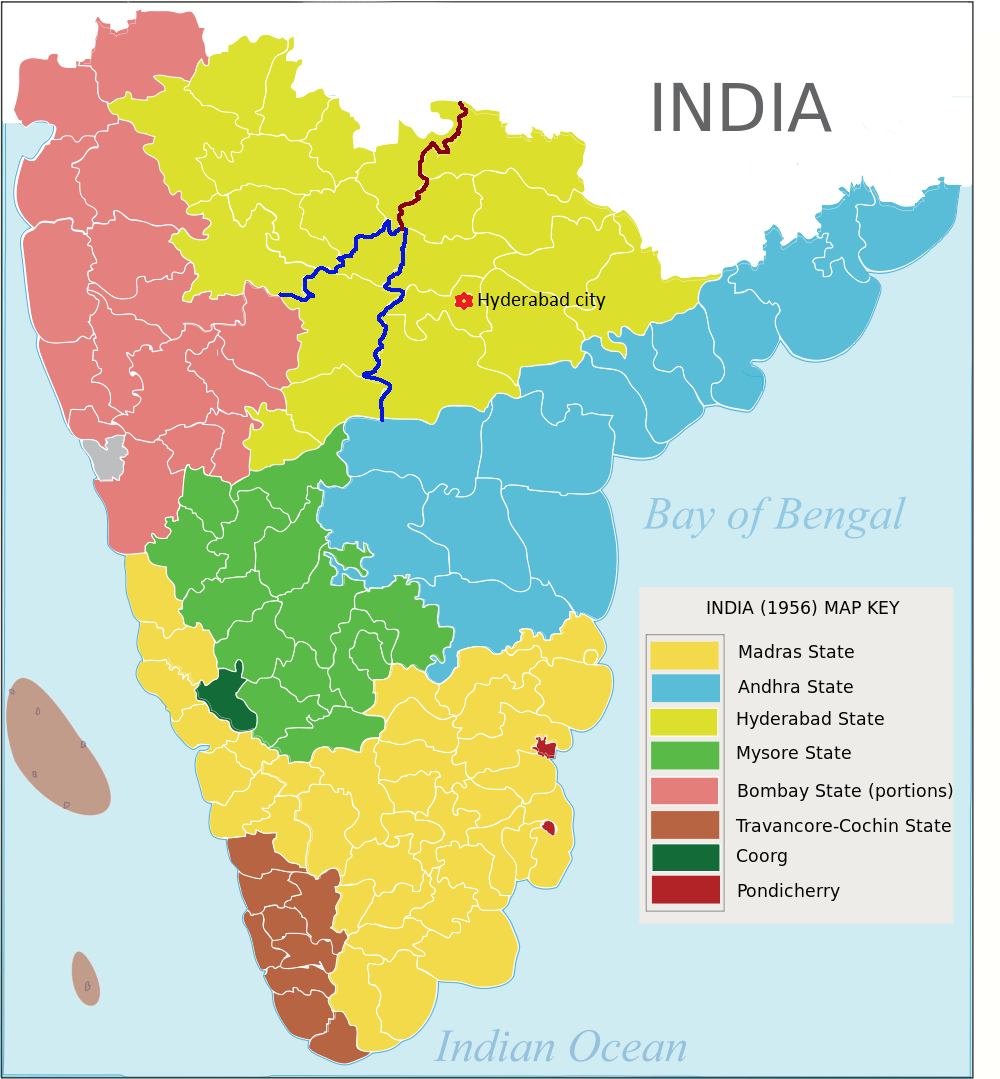
Estado de Hyderabad en 1956 (en verde amarillento). Tras la reorganización de 1956, las regiones del estado al oeste de las líneas roja y azul se fusionaron con los estados de Bombay y Estado de Mysore respectivamente;el resto del estado (Telangana) se fusionó con el estado de Andhrapara formar el estado de Andhra Pradesh.

### Estado de Bombay
Tras la independencia de la India, los estados del Decán, incluido Kolhapur, se integraron en el estado de Bombay, creado a partir de la antigua presidencia de Bombay en 1950. En 1956, el Acta de Reorganización de los Estados Indios (States Reorganisation Act) reorganizó los estados indios según criterios lingüísticos, y el estado de Bombay se amplió con la incorporación de las regiones predominantemente maratis de Marathwada (División de Aurangabad) del antiguo estado de Hyderabad, y la región de Vidarbha de las provincias centrales y Berar. La parte más meridional del estado de Bombay fue cedida a Mysore.

El ampliado estado bilingüe de Bombay entre 1956 y 1960

Entre 1954 y 1955, los habitantes de las zonas de habla marati protestaron enérgicamente contra su inclusión en el bilingüe estado de Bombay. En respuesta, se formó el Movimiento Samyukta Maharashtra para luchar por un Maharashtra unido para el pueblo marati. El Movimiento Mahagujarat también abogó por un estado separado de Gujarat. Annabhau Sathe, Keshavrao Jedhe, S.M. Joshi, Shripad Amrit Dange, Pralhad Keshav Atre y Gopalrao Khedkar fueron destacados activistas en la campaña para crear un estado independiente de Maharashtra con Mumbai como capital. El 1 de mayo de 1960, tras unas protestas masivas y 105 muertes, el estado de Bombay fue dividido en los nuevos estados de Maharashtra y Gujarat.
En 1956, algunos talukas de mayoría maratí también fueron transferidos a los distritos de Adilabad, Medak, Nizamabad y Mahaboobnagar del nuevo Estado Telugu (actualmente Telangana), al este de Maharashtra. Maharashtra continúa en disputa con Karnataka, al sur, por las regiones de Belgaum y Karwar.

## Desde 1960
El estado actual de Maharashtra se fundó el 1 de mayo de 1960 como un estado de habla marati, según la reorganización lingüística estatal, siendo Yashwantrao Chavan, del Partido del Congreso, su primer ministro principal. Desde su creación, el estado ha experimentado un enorme crecimiento industrial, una mayor urbanización y la migración de personas de otros estados de la India.

### Gobierno y política

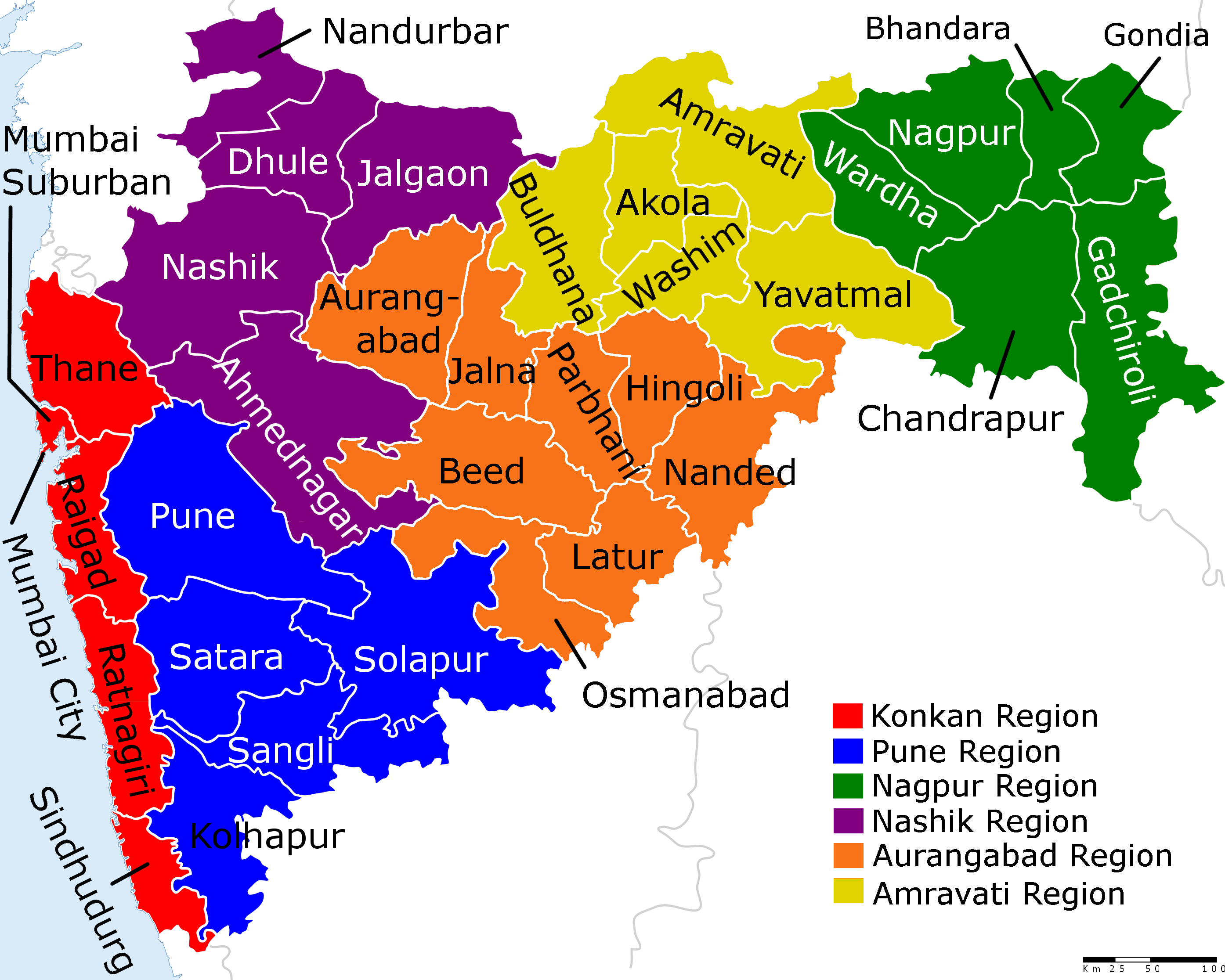
El actual Estado de Maharashtra

El partido del Congreso Nacional Indio (INC) y sus aliados han gobernado el estado durante gran parte de su existencia. Tras los breves mandatos de Yashwantrao Chavan, quien fue nombrado ministro de Defensa por el primer ministro Nehru, y Marotrao Kannamwar, quien falleció tras un año en el cargo, Vasantrao Naik fue el primer ministro de 1963 a 1975. La política del estado en este período también estuvo dominada por líderes como Vasantdada Patil y Shankarrao Chavan. Durante su periodo de dominio, el INC gozó de un apoyo abrumador de las influyentes cooperativas azucareras del estado, así como de miles de otras cooperativas, como las de crédito, y las cooperativas agrícolas rurales dedicadas a la comercialización de productos lácteos y hortalizas.
Sharad Pawar se convirtió en una figura importante dentro del estado en 1978, cuando se separó del INC para formar un gobierno de alianza con el Partido Janata. Durante su carrera, Pawar dividió el Congreso en dos ocasiones, con importantes consecuencias para la política estatal. En 1999, tras su disputa con la presidenta del partido, Sonia Gandhi, sobre su origen extranjero, Pawar abandonó el partido y formó el Partido del Congreso Nacionalista (Nationalist Congress Party, NCP); sin embargo, el partido se unió a una coalición liderada por el Congreso para formar el gobierno estatal tras las elecciones a la Asamblea de 1999.
El partido Shiv Sena fue fundado en la década de 1960 por Balashaheb Thackerey, caricaturista y periodista, para defender y promover los intereses del pueblo marata en Bombay. En sus inicios, a finales de la década de 1960, el partido se centró específicamente en los inmigrantes que llegaban a Bombay desde el sur de la India. Durante las décadas siguientes, el partido expandió lentamente su base y en la década de 1980 asumió el control de la Corporación de Bombay. La base original del partido estaba formada por maratíes de clase media-baja y clase trabajadora de Bombay y las zonas urbanas circundantes, mientras que el liderazgo del partido provenía de ciudadanos educados de castas altas de Maharashtra. Sin embargo, desde la década de 1990, han surgido hombres fuertes que controlan sus áreas locales mediante la intimidación y la extorsión. Este fenómeno se ha denominado "dada-ización" del partido.
A principios de la década de 1990, algunos de los líderes del partido incitaron a la violencia contra los musulmanes, lo que dio lugar a disturbios entre hindúes y musulmanes.
En 1995, una coalición entre Shiv Sena y el Partido Bharatiya Janata (Bharatiya Janata Party, BJP) obtuvo una mayoría abrumadora en el estado, desafiando el dominio del INC en el panorama político estatal e iniciando un período de gobiernos de coalición. Shiv Sena fue el partido mayoritario de la coalición. En tres elecciones consecutivas, entre 1999 y 2014, el NCP y el INC formaron una coalición, mientras que Shiv Sena y el BJP formaron otra, en la que ganó la alianza INC-NCP. Prithviraj Chavan, del Partido del Congreso, fue el último Ministro Principal de Maharashtra bajo la alianza Congreso-NCP, que gobernó hasta 2014.
En 2006, surgió una división dentro del Shiv Sena cuando Bal Thackeray designó a su hijo Uddhav Thackeray como sucesor de su sobrino Raj Thackeray. Raj Thackeray abandonó el partido y formó uno nuevo llamado Maharashtra Navnirman Sena (MNS). Al igual que su tío, Raj Thackeray también intentó ganarse el apoyo de la comunidad marati fomentando el sentimiento antiinmigrante en Maharashtra, por ejemplo, contra los Biharis y otros habitantes del norte de la India.
El BJP está estrechamente relacionado con la Rashtriya Swayamsevak Sangh (RSS) y forma parte del Sangh Parivar. En sus inicios, el partido obtuvo su apoyo de las castas altas urbanas, como los brahmanes, y de los no maharashtrianos. Sin embargo, en el siglo XXI, logró penetrar en el grupo maratha presentando candidatos marathas en las elecciones. La RSS fue fundada en la década de 1920 en Nagpur por brahmanes maharashtrianos y sigue estando dominado por esta comunidad.
Durante la mayor parte de su existencia, la política del estado también estaba dominada por la casta principalmente rural Maratha–Kunbi, que representa el 31% de la población de Maharashtra. Dominaban las instituciones cooperativas y, con el poder económico resultante, controlaban la política desde el nivel de aldea hasta la Asamblea y el Lok Sabha. Importantes figuras políticas pasadas del partido del Congreso de Maharashtra, como Keshavrao Jedhe, Yashwantrao Chavan, Shankarrao Chavan, Vilasrao Deshmukh y Sharad Pawar, han sido de este grupo. De los 18 ministros principales hasta ahora, hasta 10 (55%) han sido marathas. Desde la década de 1980, este grupo también ha estado activo en la creación de instituciones educativas privadas.

Resumen cartográfico de las distintas entidades gobernantes tras el dominio británico
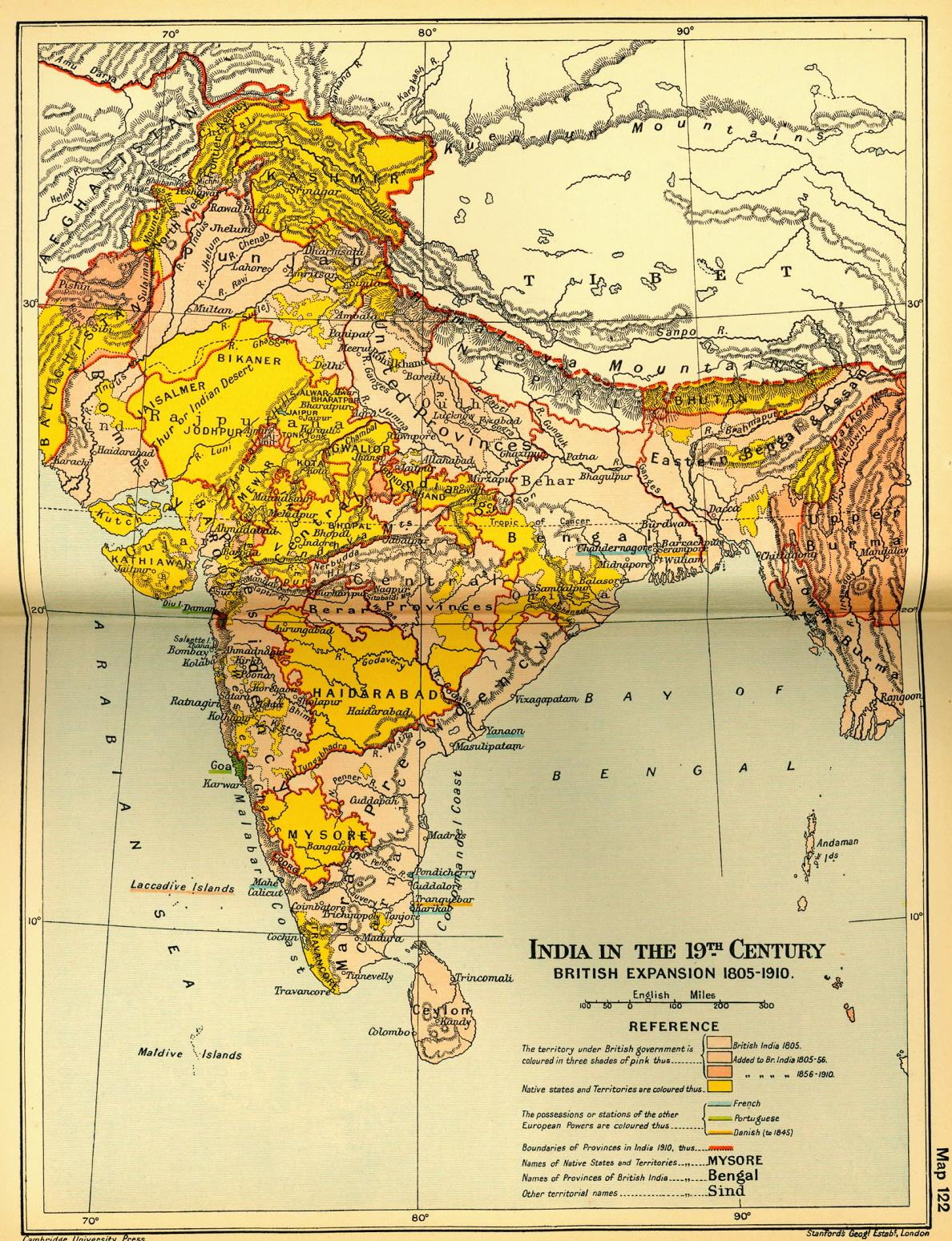
India durante la Compañía Británica de las Indias Orientales
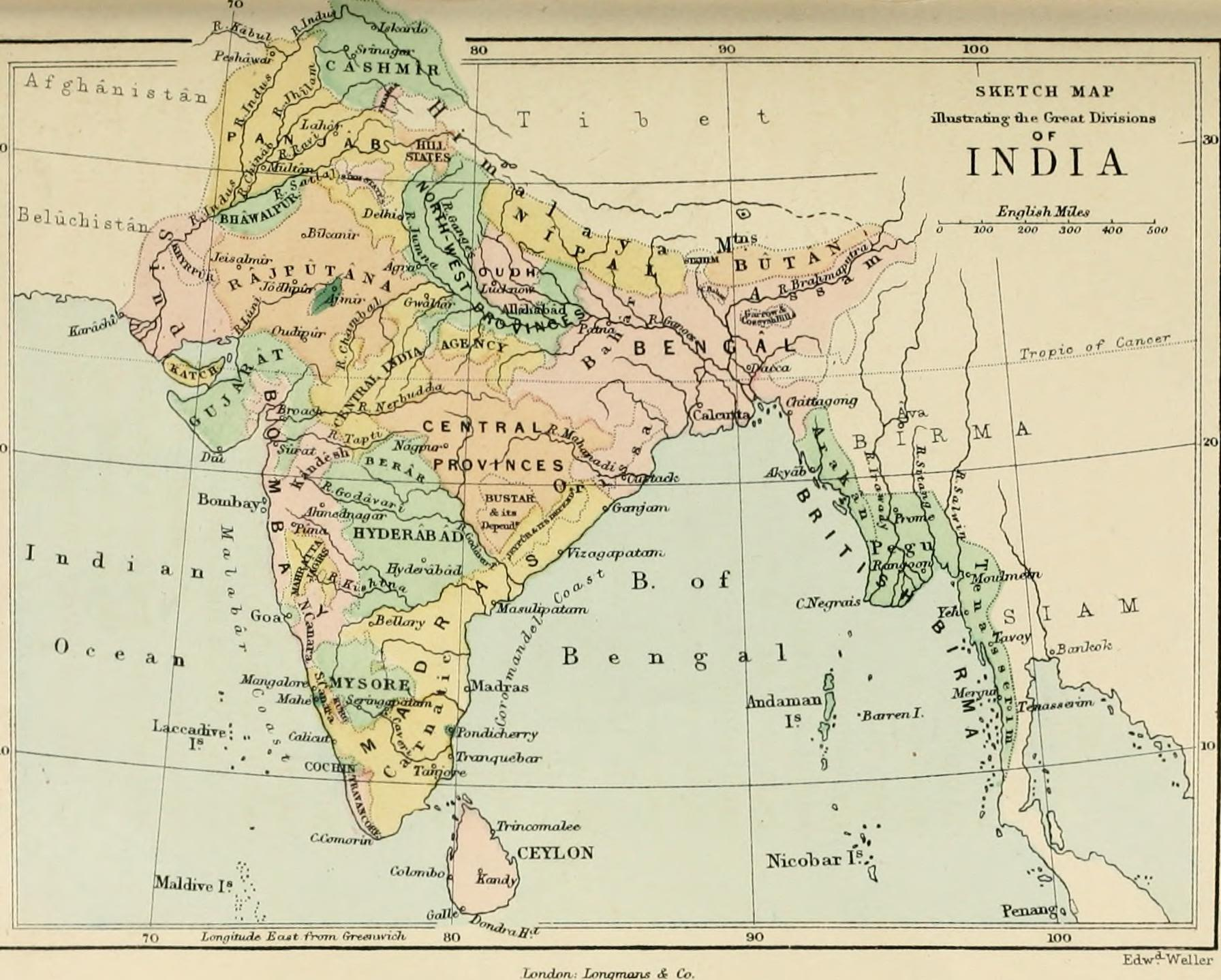
Estados principescos hacia 1875
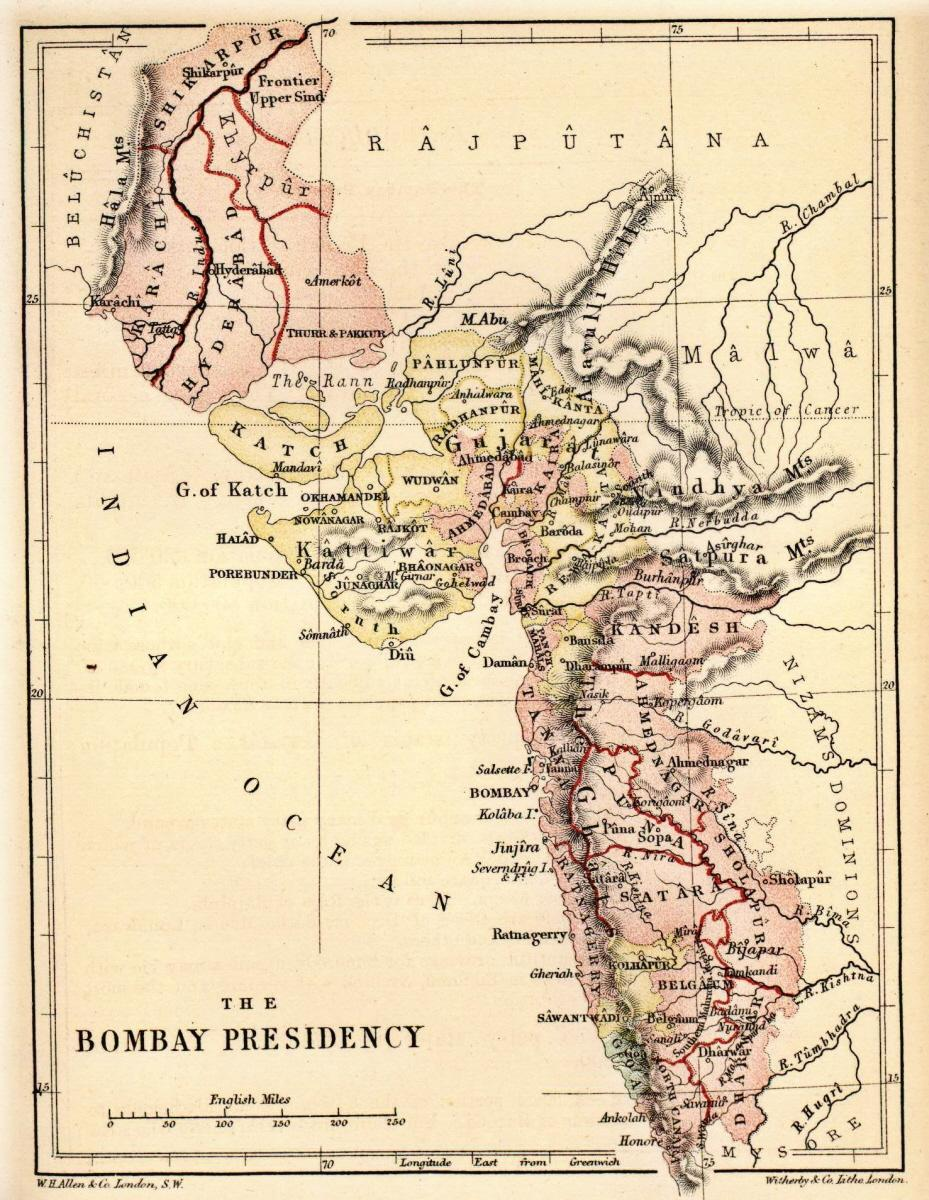
Mapa de la Presidencia de Bombay (1880)
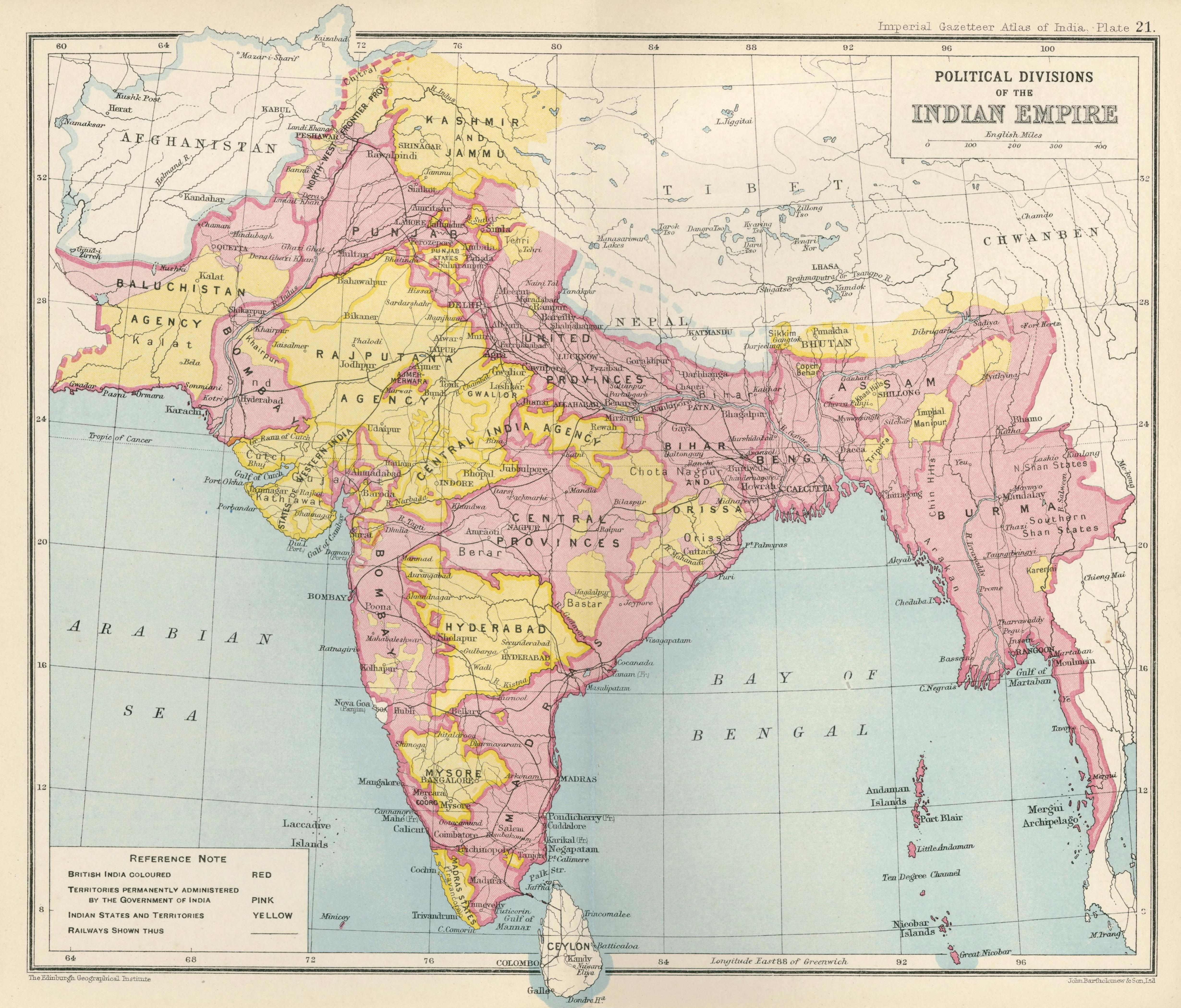
India británica en 1931

### Economía

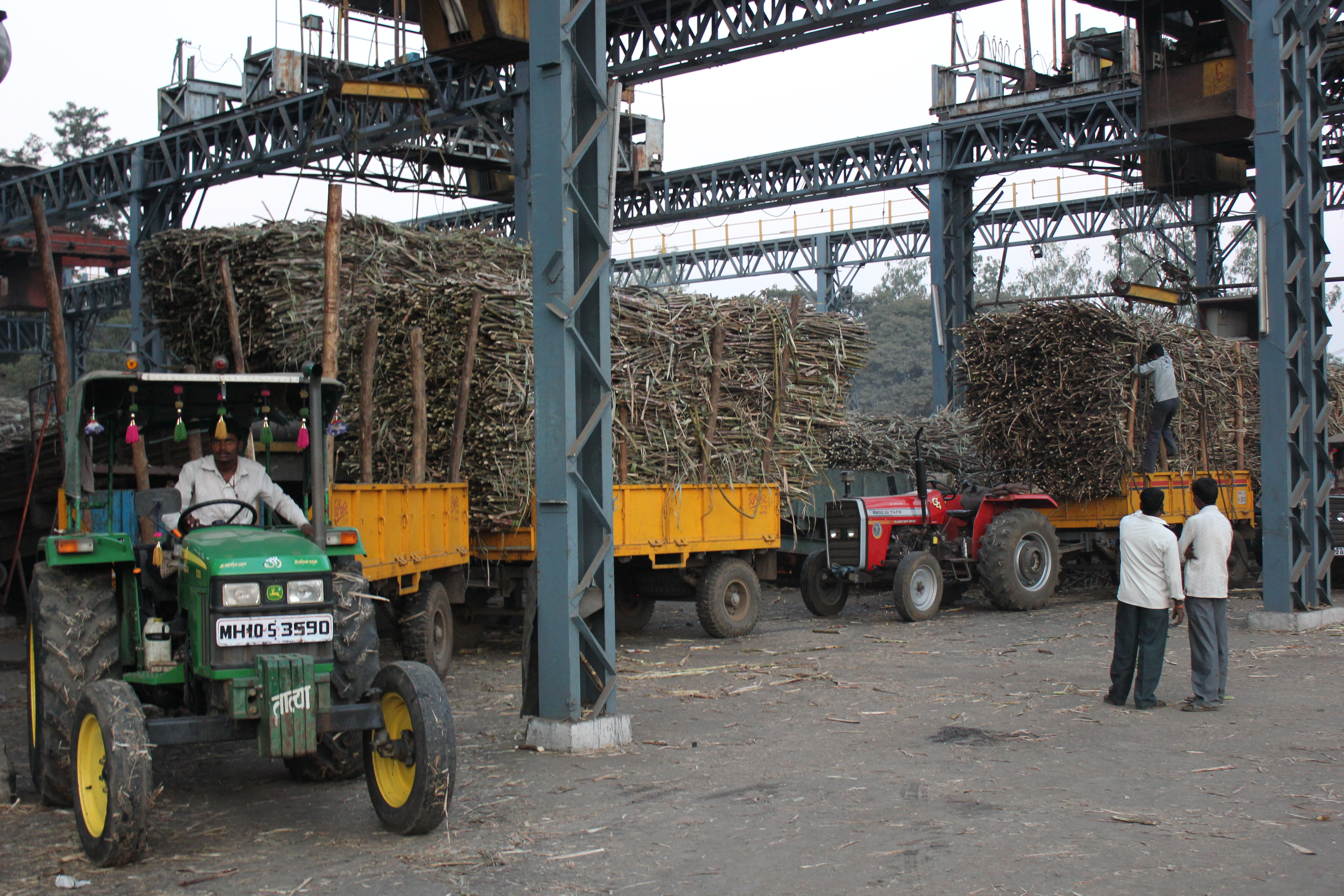
Las instituciones cooperativas, como los ingenios azucareros, han sido fundamentales para la economía y la política de Maharashtra occidental.

Antes de la independencia de la India, la industria manufacturera en lo que ahora es Maharashtra, se basaba principalmente en la ciudad de Mumbai. Después de la formación de Maharashtra, el gobierno estatal estableció la Corporación de Desarrollo Industrial de Maharashtra (Maharashtra Industrial Development Corporation, MIDC) en 1962 para estimular el crecimiento en otras áreas del estado. En las décadas transcurridas desde su formación, la MIDC ha actuado como la principal agencia de desarrollo de infraestructura industrial del gobierno de Maharashtra y ha establecido al menos un área industrial en cada distrito del estado. Las áreas con mayor crecimiento industrial fueron la región metropolitana de Pune y las áreas cercanas a Mumbai, como el distrito de Thane y el distrito de Raigad. Después de la liberalización económica de 1991, Maharashtra comenzó a atraer capital extranjero, particularmente en las industrias de tecnología de la información e ingeniería. A finales de la década de 1990 y la primera década del siglo XXI, se vio un gran desarrollo en el sector de la tecnología de la información, y se establecieron parques de TI en las áreas de Aundh e Hinjewadi de Pune.
Maharashtra cuenta con cientos de colegios y universidades privadas, incluyendo muchas instituciones religiosas y de propósito especial. La mayoría de los colegios privados se establecieron después de que el gobierno estatal de Vasantdada Patil liberalizara el sector educativo en 1982. Los políticos y líderes involucrados en el gran movimiento cooperativo de Maharashtra fueron fundamentales en la creación de los institutos privados.
Maharashtra fue pionera en el desarrollo de cooperativas agrícolas tras la independencia. De hecho, fue parte integral de la visión del entonces gobernante Partido del Congreso de «desarrollo rural con iniciativa local». Se otorgó un estatus "especial" a las cooperativas azucareras, y el gobierno asumió el papel de mentor, actuando como parte interesada, garante y regulador. Además del azúcar, las cooperativas desempeñaron un papel crucial en las industrias láctea, algodonera y de fertilizantes. El apoyo del gobierno estatal condujo a la creación de más de 25.000 cooperativas en Maharashtra para la década de 1990.

#### Sequía de 1972-1973
En 1963, el gobierno de Maharashtra afirmó que la situación agrícola del estado se vigilaba constantemente y que se tomaban medidas de socorro en cuanto se detectaba cualquier escasez. Con base en esto —y para afirmar que el término «hambruna» había quedado obsoleto en este contexto—, el gobierno aprobó la «Ley de Maharashtra para la Supresión del Término «Hambruna» de 1963» (The Maharashtra Deletion of the Term 'Famine' Act, 1963). A pesar de esta confianza, una grave sequía en 1972 dejó a 25 millones de personas en situación de necesidad. Las medidas de socorro implementadas por el gobierno de Maharashtra incluyeron empleo, programas destinados a crear activos productivos como la plantación de árboles, la conservación del suelo, la excavación de canales y la construcción de cuerpos de agua lénticos artificiales. El sistema público de distribución distribuyó alimentos a través de tiendas de precios justos. No se reportaron muertes por inanición.
El empleo a gran escala para los sectores desfavorecidos de la sociedad de Maharashtra aportó cantidades considerables de alimentos al estado. La implementación de los "Manuales de Escasez" en el estado evitó el aumento de la mortalidad debido a la grave escasez de alimentos. Las obras de socorro iniciadas por el gobierno estatal ayudaron a emplear a más de 5 millones de personas en el punto álgido de la sequía, lo que condujo a una eficaz prevención de la hambruna. La eficacia también se atribuyó a la presión directa del público sobre el gobierno estatal, que percibía que el empleo a través del programa de obras de socorro era su derecho. El público protestó con marchas, piquetes e incluso disturbios. Sin embargo, las medidas adoptadas por el gobierno fueron elogiadas por ser un programa modelo para el alivio de la hambruna.

#### Suicidios de agricultores
Desde la década de 1990, ha habido un enorme aumento en el número de suicidios cometidos por agricultores en la India, con Maharashtra representando el mayor porcentaje de casos. La principal razón citada fue la incapacidad de esos agricultores para devolver los préstamos, en su mayoría tomados de bancos y NBFCs.
Otras razones fueron la dificultad de cultivar regiones semiáridas, los bajos ingresos agrícolas, la ausencia de oportunidades de ingresos alternativos y la ausencia de servicios de asesoramiento adecuados. En 2004, el Tribunal Superior de Mumbai encargó un informe al Instituto Tata sobre el fenómeno. El informe citó «la falta de interés del gobierno, la ausencia de una red de seguridad para los agricultores y la falta de acceso a la información relacionada con la agricultura como las principales causas de la condición desesperada de los agricultores en el estado».